# Befreiungskriege
Frühjahrsfeldzug 1813
Lüneburg – Möckern – Halle – Großgörschen – Gersdorf – Bautzen – Reichenbach – Nettelnburg – Haynau – Halberstadt – Luckau
Herbstfeldzug 1813

Großbeeren – Katzbach – Dresden – Hagelberg – Kulm – Dennewitz – Göhrde – Altenburg – Wittenberg – Wartenburg – Liebertwolkwitz – Leipzig – Torgau – Hanau – Hochheim – Danzig
Winterfeldzug 1814

Épinal – Colombey – Brienne – La Rothière – Champaubert – Montmirail – Château-Thierry – Vauchamps – Mormant – Montereau – Bar-sur-Aube – Soissons – Craonne – Laon – Reims – Arcis-sur-Aube – Fère-Champenoise – Saint-Dizier – Claye –  Paris
Sommerfeldzug von 1815

Quatre-Bras – Ligny – Waterloo – Wavre – Paris
Als Befreiungskriege oder Freiheitskriege werden die kriegerischen Auseinandersetzungen in Mitteleuropa von 1813 bis 1815 zusammengefasst, mit denen die Vorherrschaft Frankreichs unter Napoleon Bonaparte über große Teile des europäischen Kontinents beendet wurde. Sie gehören zu den Koalitionskriegen und bilden als Teile des Sechsten Koalitionskrieges ihren Abschluss.
Gegen Frankreich, das sich mit Großbritannien seit 1793 nahezu ununterbrochen in einem weltumspannenden See- und Kolonialkrieg befunden hatte, bildete sich im Jahr 1813 nach Napoleons Niederlage im Russlandfeldzug von 1812 erneut eine Allianz. Diese trugen zunächst Russland und Preußen, später schlossen sich Schweden, Österreich und andere Staaten an. In Deutschland entstand eine antifranzösische und national orientierte Publizistik, die eine Basis für den deutschen Nationalismus im 19. und 20. Jahrhundert bildete. Der anfänglich auch mit ideologischen Untertönen geführte Volkskrieg wurde insbesondere von Metternich in einen Krieg der Regierungen zur Wiederherstellung eines Gleichgewichts der alten Mächte umgewandelt.

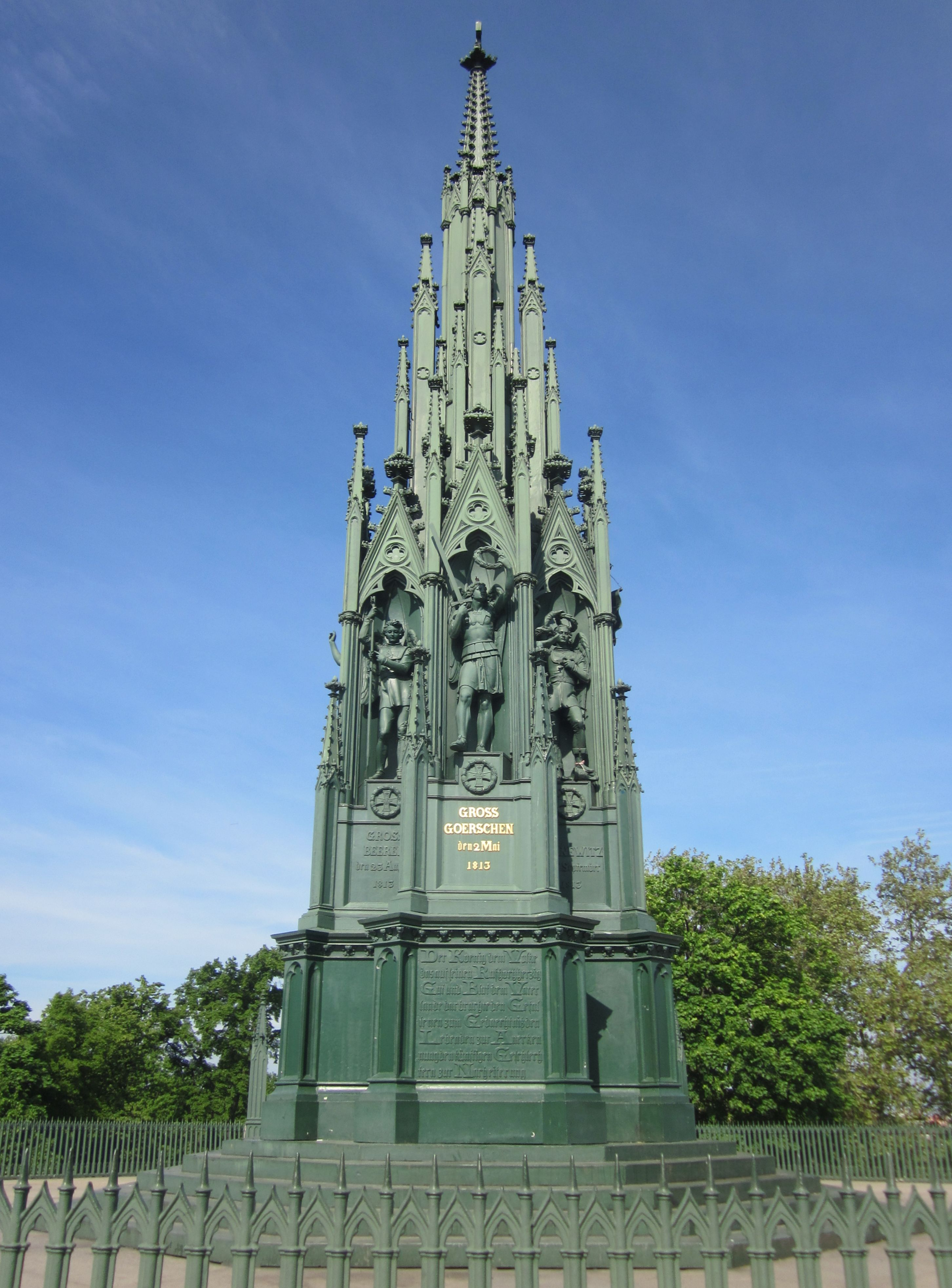
Nationaldenkmal für die Befreiungskriege auf dem Berliner Kreuzberg

Nach einem wechselhaften Kriegsverlauf wurde Napoleon im Oktober 1813 in der Völkerschlacht bei Leipzig geschlagen. Er musste sich über den Rhein zurückziehen, der Rheinbund löste sich nach dieser Niederlage auf. Mit dem Rückzug Napoleons endete die französische Herrschaft über große Teile Deutschlands (Franzosenzeit). In der Neujahrsnacht 1813/14 drangen mit Blüchers Rheinübergang bei Kaub Preußen und Russen in Frankreich ein. Nach mehreren Abwehrschlachten wurde Napoleon im März in der Schlacht bei Arcis-sur-Aube geschlagen. Die Sieger, Russland, Preußen, Großbritannien und Österreich marschierten in Paris ein, zwangen Napoleon zur Abdankung und restaurierten die Königsherrschaft. Über die Neugestaltung Europas sollte der Wiener Kongress entscheiden. Während dieser noch tagte, kehrte Napoleon im März 1815 von der Insel Elba zurück, übernahm eine Herrschaft der Hundert Tage, ehe er in der Schlacht bei Waterloo von Großbritannien und Preußen endgültig geschlagen wurde. Die Hoffnungen auf ein geeintes Deutschland wurden vom Wiener Kongress bei der Regelung der Friedensordnung hingegen nicht erfüllt. Drei Deutsche Einigungskriege folgten ein halbes Jahrhundert später.
Wegen mehrerer beteiligter Nationen und über Europa verteilten Heeresbewegungen und Schlachten nannte man die Befreiungskriege damals einen Weltkrieg.

## Begriffsgeschichte
Der Begriff Freiheitskrieg wurde im deutschen Sprachraum von liberalen Kräften benutzt, um das Ziel eines geeinten deutschen Verfassungsstaates anzudeuten. Konservative hingegen setzten in der Restaurationsphase nach 1815 den Begriff Befreiungskrieg zur Betonung des Kampfes als eine gegen die französische Hegemonie und Besetzung Europas gerichtete Kampagne ein. In der deutschen Geschichtsschreibung – auch in der marxistischen – hat sich Befreiungskrieg durchgesetzt. Von den deutschen Befreiungskriegen 1813–1815 werden gelegentlich die europäischen Befreiungskriege unterschieden, die 1808 mit dem Widerstand Spaniens begonnen hatten.
In der französischsprachigen Geschichtsschreibung findet sich keine direkte Entsprechung des Begriffs. Hier werden die Auseinandersetzungen des Jahres 1813 meist als Campagne d’Allemagne (beziehungsweise Campagne de Saxe) bezeichnet, gefolgt von der separaten Campagne de France im Jahr 1814.

## Niederlage Napoleons im Russlandfeldzug

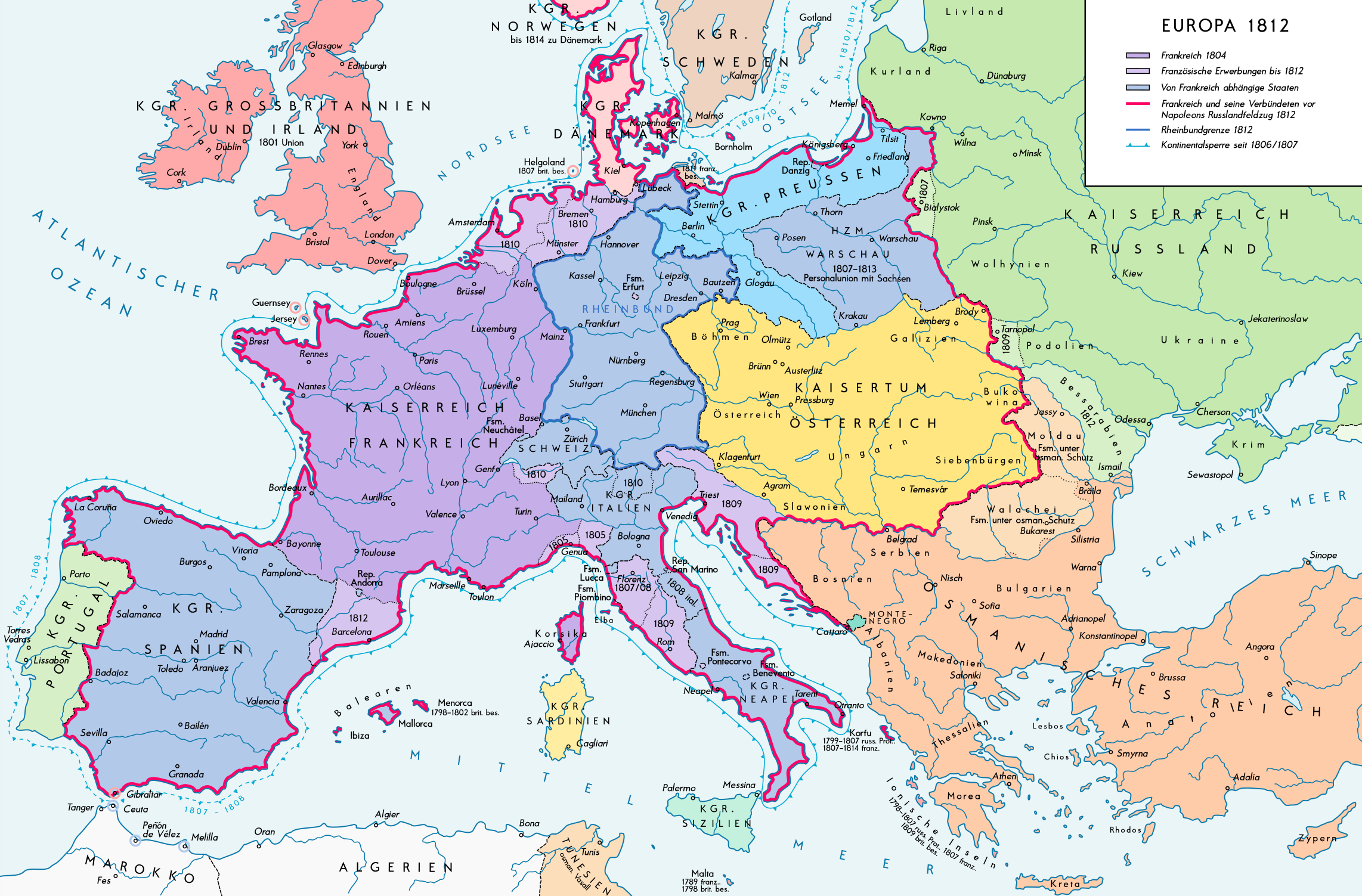
Die Ausgangslage vor dem Russlandfeldzug 1812: Europa unter französischer Vorherrschaft

Die napoleonische Herrschaft in Deutschland schien 1812 auf dem Fürstentag in Dresden vor dem Beginn des Russlandfeldzuges festgefügt zu sein. An dem Krieg beteiligten sich zahlreiche deutsche Soldaten der Rheinbundstaaten, aber auch preußische und österreichische Hilfskontingente. Insgesamt stellten die deutschen Staaten etwa ein Drittel der über 600.000 Mann starken Invasionstruppen. Der Feldzug wurde durch die russische Defensivtaktik, den Widerstandswillen der Staatsführung und der Bevölkerung, den Brand von Moskau, die hohen Verluste durch Kälte, Hunger und Krankheiten zur Niederlage Napoleons. Nur ein geringer Teil der Soldaten kehrte Ende Dezember 1812 über die russisch-polnische Grenze zurück.
Über die genauen Zahlen gibt es unterschiedliche Angaben. Thomas Nipperdey spricht von insgesamt 100.000 Soldaten. Die Hauptarmee soll nach Alan Parker nur noch 20.000 Mann gezählt haben. Andere Angaben sprechen von 40.000 Mann. Davon war aber nur ein Bruchteil noch einsatzfähig. Weitgehend intakt waren neben den 25.000 Mann unter Macdonald, die noch bei Riga standen, die österreichischen und preußischen Korps. In Russland setzte sich Alexander I., unterstützt unter anderem von seinem Berater, dem Freiherrn vom Stein, gegen seine Generäle damit durch, den Krieg bis zur endgültigen Niederlage Napoleons und der Wiederherstellung des Kräftegleichgewichts in Europa fortzusetzen. Aus deutschen Emigranten wurde die russische Legion gebildet. Deutsche Intellektuelle in russischen Diensten wie Justus von Gruner und Ernst Moritz Arndt übernahmen die propagandistische Unterstützung des Krieges.

## Übergang Preußens zu Russland

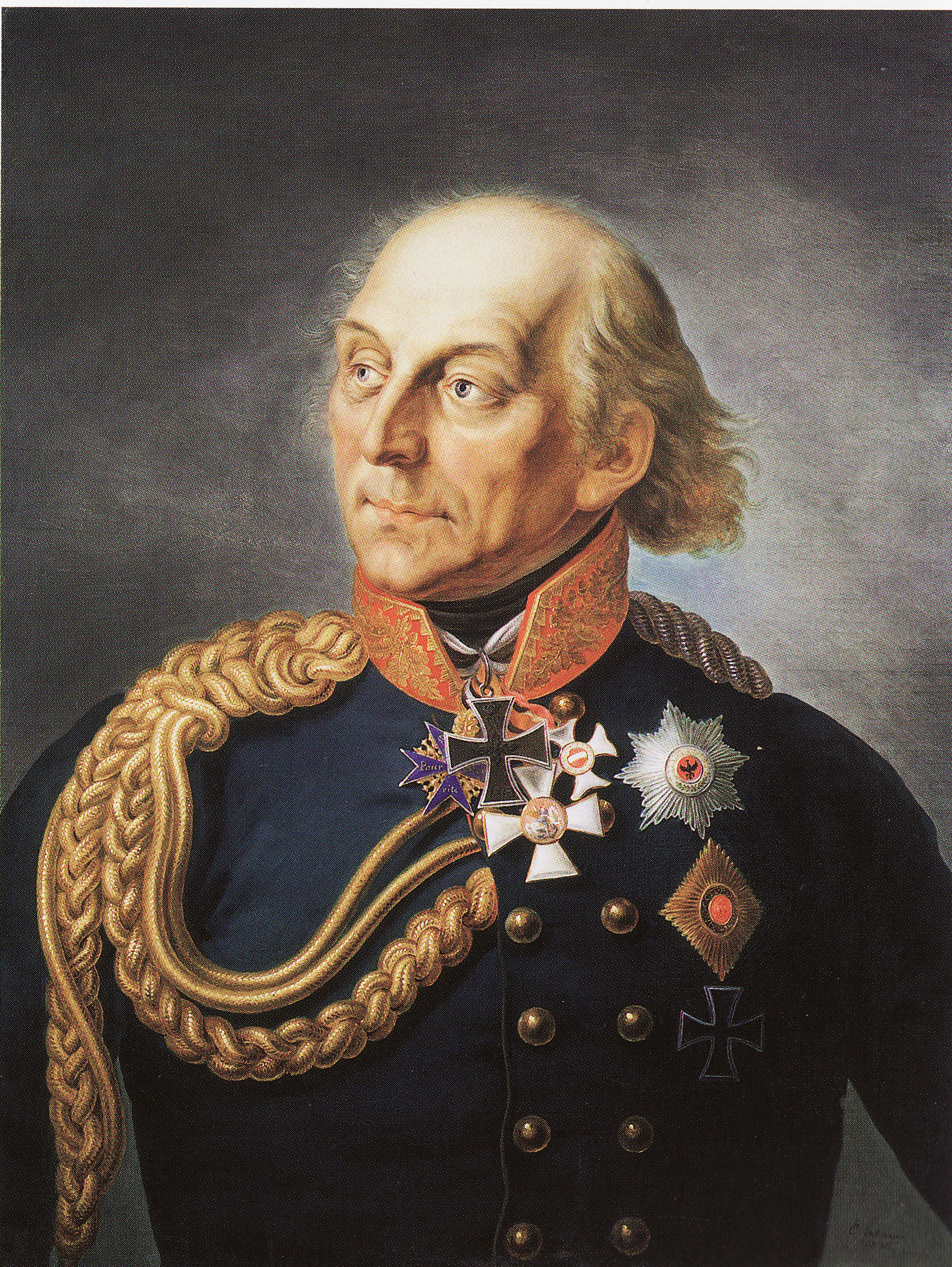
Ludwig Graf Yorck von Wartenburg (Gemälde von Ernst Gebauer)

In Preußen reagierten König Friedrich Wilhelm III. und die Regierung zögerlich, weil sie der Auffassung waren, dass Preußen trotz der preußischen Reformen nach der Niederlage von 1806 immer noch zu geschwächt sei, um eine Konfrontation mit Frankreich riskieren zu können. Preußen hatte sich am 24. Februar 1812 Frankreich faktisch unterwerfen müssen. Das Land verfügte nur über maximal 28.000 Mann regulärer Einheiten, ohne das preußische Hilfskorps der Grande Armée unter Yorck. Die Einheiten lagen verstreut über das gesamte Staatsgebiet. Die Hauptmacht stand in Schlesien. Die bedeutendsten Festungen waren in französischer Hand. Außerdem stand Eugène de Beauharnais mit 13.000 Mann bei Posen, und weitere Truppen waren dabei heranzurücken. Reste der Grande Armée zogen durch Deutschland, um als Basis für neue Einheiten zu dienen. Auch die Russen waren durch den zurückliegenden Russlandfeldzug geschwächt.
Der Kommandierende General der preußischen Hilfstruppen, Ludwig Yorck von Wartenburg, schloss am 30. Dezember 1812 in der Konvention von Tauroggen einen Waffenstillstand mit den russischen Truppen. Damit war der Weg für die russische Armee nach Ostpreußen offen. Der Schritt Yorcks erfolgte ohne Wissen und Billigung des Königs. Allerdings hoffte Yorck auf eine nachträgliche Zustimmung. Dennoch war diese Handlungsweise eigentlich Hochverrat. Yorck war ursprünglich ein konservativer General, der aber in den letzten Jahren ins Lager der Reformer übergegangen war und sich schon früher für einen Volksaufstand ausgesprochen hatte. Die Entwicklung in Ostpreußen war bereits in der ersten Februarwoche der Regierung in Berlin weitgehend entzogen. So trat Freiherr vom Stein in Ostpreußen als Beauftragter des Zaren auf. Er schrieb an Yorck: „Klugheit, Ehre, Vaterlandsliebe, Rache gebieten keine Zeit zu verlieren, den Volkskrieg aufzurufen, die Waffen zu ergreifen und jede Kraft anzuspannen, um die Fesseln des frechen Unterdrückers zu brechen und die erlittene Schmach mit Blut seiner verruchten Banden abzuwaschen.“ Yorck rief in Ostpreußen eine Landesversammlung ein, begann Truppen aufzustellen und den Krieg gegen Frankreich zu proklamieren. Es wurde eine Landwehr von 20.000 Mann und 10.000 Reservisten aufgestellt. Alle Ausnahmen vom Wehrdienst außer für Lehrer und Geistliche wurden abgeschafft. Auch die Einschränkungen hinsichtlich der Religion fielen, was bedeutete, dass zum ersten Mal auch Juden einberufen werden konnten. Auch dies geschah ohne Zustimmung des Königs.

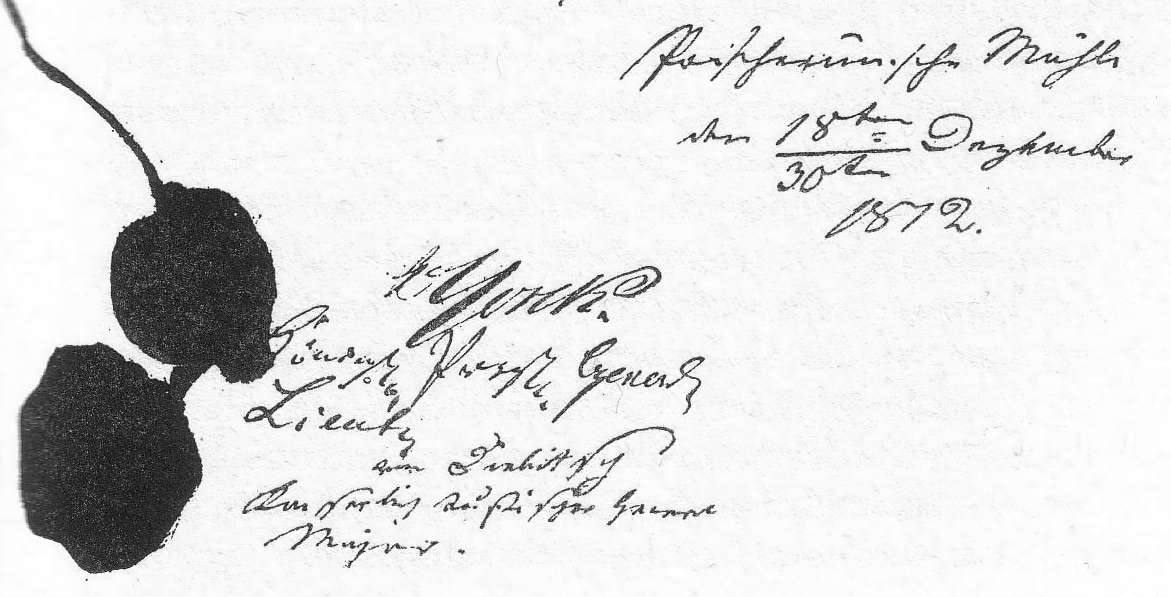
Die Unterschriften von Yorck (Königlich Preuß. General Lieutn.) und Diebitsch (Kaiserlich Russischer General Major) unter der Konvention von Tauroggen vom 30. Dezember 1812

Der König begann sich zögernd von den Franzosen zu lösen. An der Spitze der preußischen Regierung traf er am 25. Januar 1813 im unbesetzten Breslau ein, um mit Rüstungen zu beginnen. Auf Basis einer Kabinettsorder vom 3. Februar wurden am 8. Februar Freiwillige zum Eintritt in Jägertruppen aufgerufen und am 9. Februar die allgemeine Wehrpflicht eingeführt. Auch wegen der Nutzung des Krümpersystems stand zu Kriegsbeginn eine Armee von 107.000 Mann Feldtruppen sowie 30.000 Mann Garnison- und Reservetruppen zur Verfügung. Es gelang insbesondere vom Stein, unterstützt von den Heeresreformern Scharnhorst, Gneisenau, Boyen und Clausewitz, den König und Hardenberg für einen Kriegskurs zu gewinnen. Dabei spielte auch eine Rolle, dass sich die Unzufriedenheit mit dem König über weite Teile des Landes ausbreitete und man sogar mit einer offenen Revolte rechnete, sollte der König nicht auf Russland zugehen. Am 26. Februar 1813 schlossen Preußen und Russland im Vertrag von Kalisch eine Koalition gegen Napoleon, verbunden mit der Aufforderung an Großbritannien und Österreich zum Beitritt. In Geheimartikeln wurde vereinbart, Preußen in vollem Umfang wiederherzustellen, wobei ein Teil seiner ehemaligen polnischen Besitzungen gegen Entschädigungen im Westen Deutschlands an Russland übergehen sollte. Preußen und Russland gründeten eine Kommission unter vom Stein, aus der später das Zentralverwaltungsdepartement hervorging. Zu diesem Zeitpunkt sollte die Kommission Truppen aus allen Gebieten Deutschlands anwerben und die politische Neugestaltung in Süd- und Westdeutschland planen.

## Preußischer Volkskrieg

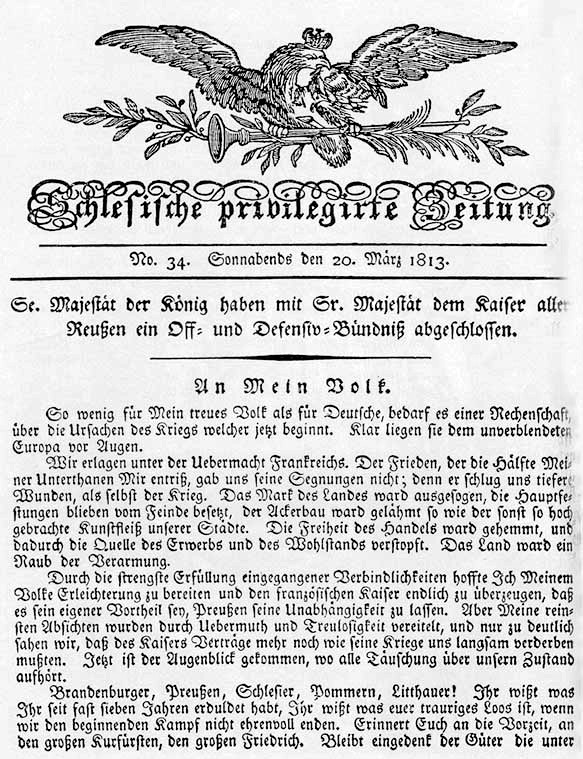
Beginn des Aufrufs An Mein Volk

Am 4. März 1813 zogen russische Truppen in Berlin ein, das kurz zuvor von den Franzosen geräumt worden war. In der preußischen Öffentlichkeit herrschte eine antinapoleonische Stimmung vor. Diese setzte den König unter Zugzwang. Er sah sich gezwungen, dem patriotischen Enthusiasmus entgegenzukommen. Am 10. März stiftete er das Eiserne Kreuz, den ersten Orden, der unterschiedslos an alle Dienstränge verliehen wurde. Am 17. März, dem Tag nach der Ankunft des Zaren Alexander I. im Hoflager des preußischen Königs in Breslau, erklärte Preußen dem napoleonischen Frankreich den Krieg. Unter anderem die Schlesische privilegierte Zeitung vom 20. März 1813 veröffentlichte den von Friedrich Wilhelm am 17. März unterzeichneten Aufruf An Mein Volk, der zu einem Freiheitskrieg aufrief. Darin wurde an Freiheitskämpfe in früheren Zeiten erinnert. Bewusst wurde aber keine Parallele zur Levée en masse der Französischen Revolution gezogen. Auch versuchte der Aufruf, eine Verbindung zur herkömmlichen Führung des Hauses Hohenzollern herzustellen. Das Volk wurde zur Opferbereitschaft aufgefordert im Kampf um die Unabhängigkeit für König, Vaterland und Ehre. Der Appell an den Patriotismus war etwas Neues.
In Preußen wurde daraufhin Geld für den Krieg gesammelt. Unter dem Motto Gold gab ich für Eisen kamen so immerhin 6,5 Millionen Taler zusammen. An den Spenden beteiligten sich Menschen aus allen Bevölkerungsschichten bis in die Unterschichten hinein. Besonders groß war die Begeisterung für den Krieg in der jüdischen Bevölkerung. Der jüdische Student Heinrich Steinmann etwa sah 1813 in der militärischen Gleichbehandlung auch einen Schritt hin zu einer allgemeinen Gleichberechtigung. Zahlreiche jüdische Männer, die zum ersten Mal Kriegsdienst leisten konnten, meldeten sich freiwillig. Eine jüdische Spendenkampagne war so erfolgreich, dass einige Rabbiner auch Kidduschkelche oder den Schmuck der Thorarollen spendeten. Geradezu revolutionär waren Bestimmungen im Aufruf zur Bildung der Landwehr, die eine Wahl der Offiziere vorsah. Zum ersten Mal wurde auch um die Unterstützung durch die Frauen geworben. Weibliche Mitglieder des Königshauses riefen zur Bildung eines Frauenvereins zum Wohle des Vaterlandes auf. Insgesamt entstanden bis Kriegsende 600 derartige Vereine auf lokaler Basis. Auch hierbei spielten Jüdinnen, wie Rahel Varnhagen, eine große Rolle. Für Frauen wurde eigens der Louisenorden gestiftet.

## Freikorps und Landwehr

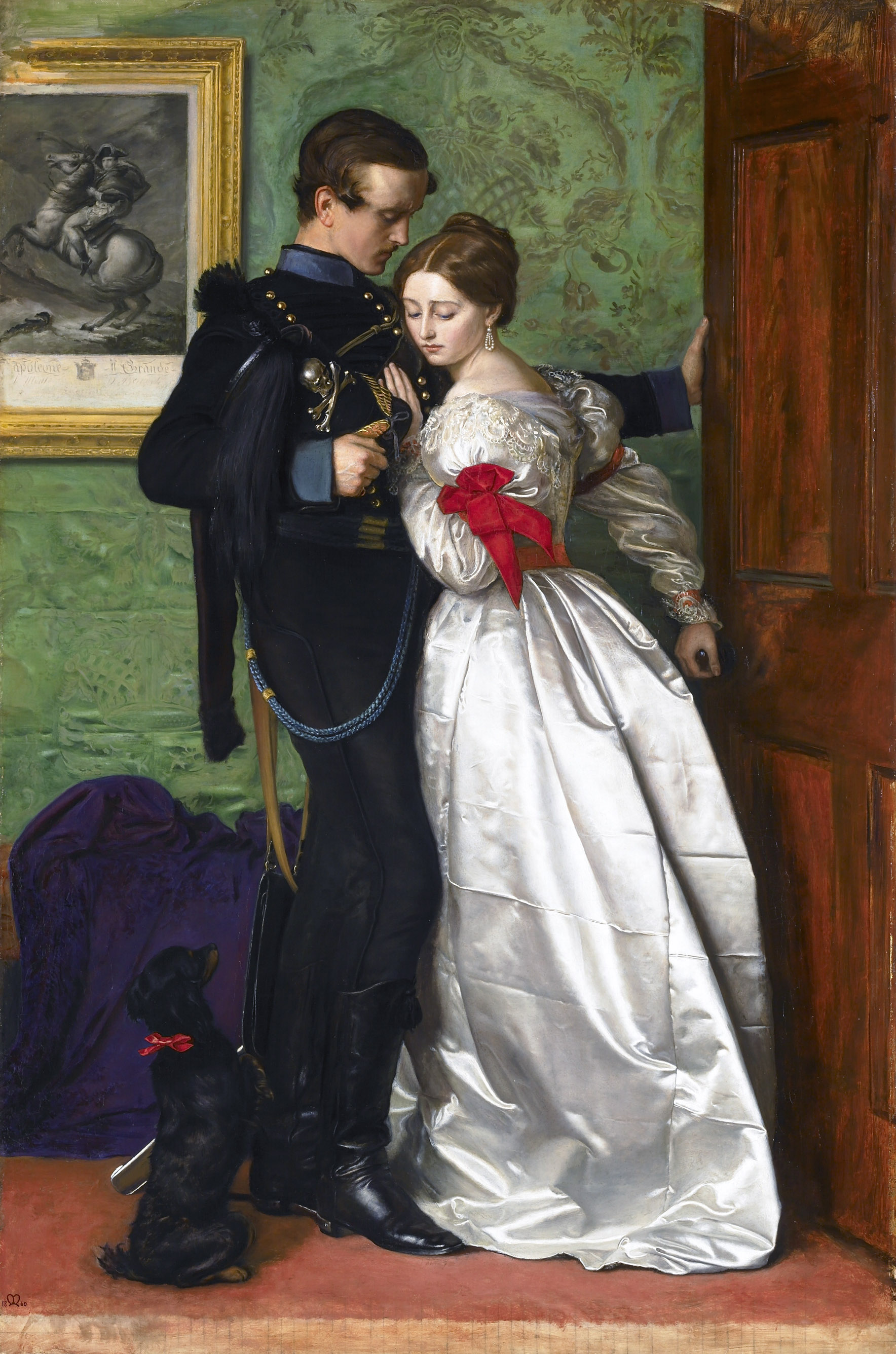
Ein Mitglied der Schwarzen Schar nimmt Abschied (Gemälde The Black Brunswicker).

In diesen Zusammenhang gehört auch die Aufstellung von Freiwilligeneinheiten (Freiwillige Jäger) und Freikorps (u. a. das Lützowsche Freikorps). Das Freikorps Lützow wurde für nichtpreußische Freiwillige aufgestellt. Die im Korps Lützow Dienenden waren daher nicht auf den König, sondern auf das Vaterland vereidigt worden. In der Praxis waren aber auch dort zwei Drittel Preußen. Die meisten Übrigen kamen aus Nordwest- und Mitteldeutschland. Extrem hoch waren Angehörige der gebildeten Stände vertreten. Diese Einheit sollte nicht zuletzt dazu beitragen, Aufstände gegen Napoleon mit auszulösen. Auch Landwehr- und Landsturm-Einheiten wurden aufgestellt.
Alle bisherigen Ausnahmen von der Wehrpflicht wurden aufgehoben. Wer sich zu entziehen suchte, musste mit der Einschränkung bürgerlicher Freiheiten rechnen. Insofern geschah die Truppenbildung nicht nur freiwillig. Tatsächlich flohen in Schlesien oder Westpreußen auch zahlreiche Rekruten über die Grenzen. Andere versuchten etwa mit ärztlichen Attesten dem Militärdienst zu entgehen. Auch die Vorstellung, dass vor allem die gebildete Jugend zu den Waffen geströmt sei, wurde von der Forschung inzwischen etwas relativiert, auch wenn unter ihr die Aufrufe stark befolgt wurden. Unter den Freiwilligen dominierten die Handwerker mit 41 %. Es folgten Angehörige der agrarischen Bevölkerung mit 16 %, Knechte und Tagelöhner mit 15 %. Die gebildeten Stände machten etwa 12 % und die Studenten etwa 5 % aus. Dies entsprach immerhin einem Anteil von 20 % aller preußischen Studenten. Insgesamt schätzt Peter Brandt, dass schließlich die Hälfte der deutschen Studenten sich an den Befreiungskriegen beteiligt hat. Die Freiwilligeneinheiten machten zwar am Ende nur 12 % der Gesamtarmee aus, sie bildeten aber ein Charakteristikum des Krieges.

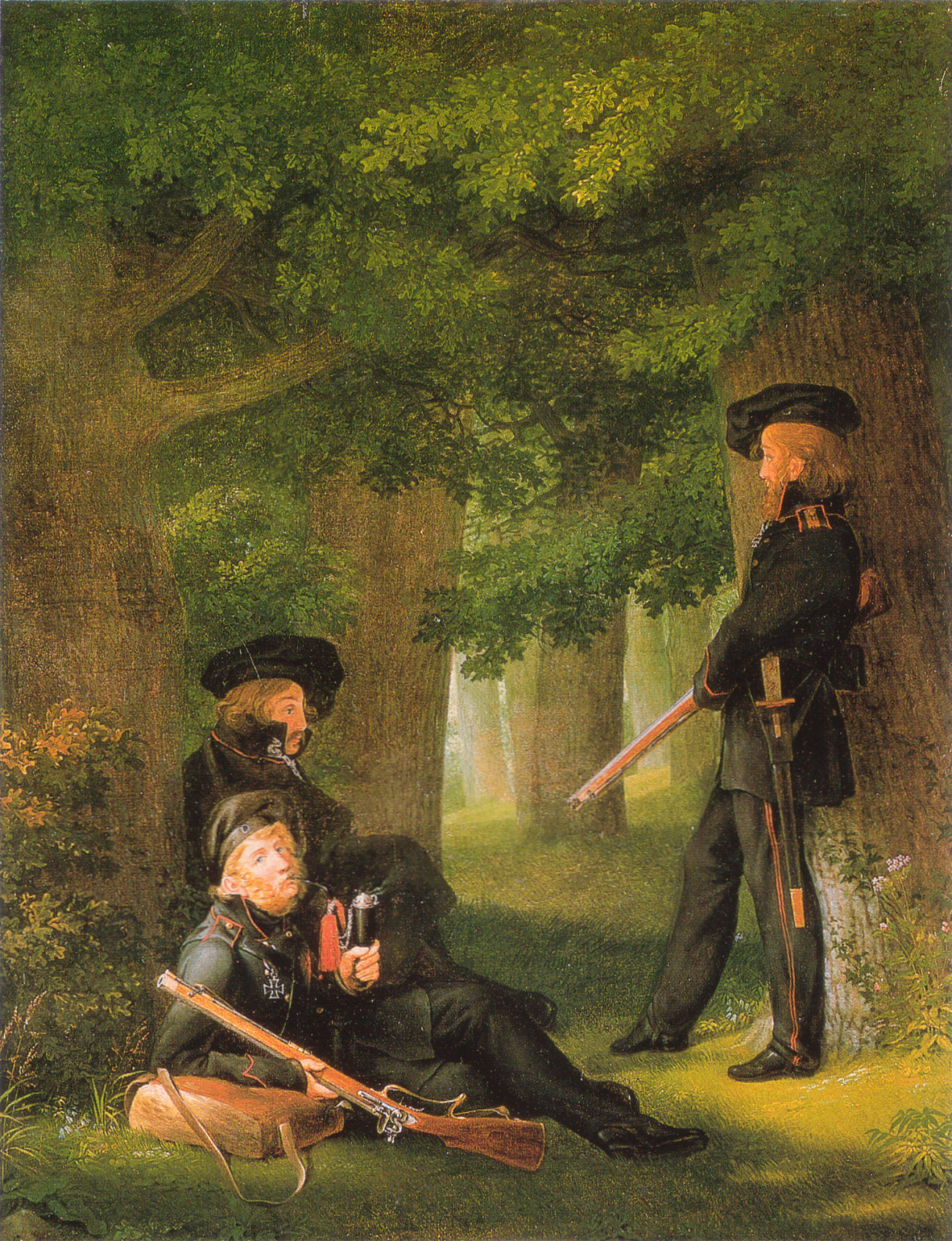
Auf Vorposten: Heinrich Hartmann (liegend, links) Theodor Körner (sitzend, Mitte) und Friedrich Friesen (stehend, rechts) als Lützower Jäger (Gemälde von Georg Friedrich Kersting 1815)

Bei den Landwehreinheiten waren die Ausrüstung und die Disziplin lange Zeit schlecht. Es fehlte an erfahrenen Offizieren und die Kampfkraft war anfangs entsprechend gering. Dies änderte sich mit der Zeit. Im Gegensatz zur Landwehr wurde der Landsturm kaum aktiv eingesetzt. Insgesamt wurde innerhalb kurzer Zeit eine Armee von etwa 280.000 Mann aufgestellt. Dies entsprach ungefähr einem Zehntel der männlichen Bevölkerung. Davon waren etwa 120.000 Mann Landwehr. Etwa 30.000 waren Freiwillige. Der Rest waren reguläre Linientruppen.
Für das gesamte deutschsprachige Mitteleuropa muss man von etwa einer doppelt so hohen Zahl Freiwilliger ausgehen. Zu den außerpreußischen Freiwilligenverbänden gehörte etwa die Hanseatische Legion oder das Banner der freiwilligen Sachsen. Schon früher gegründet wurde die Schwarze Schar Herzog Friedrich Wilhelms von Braunschweig-Wolfenbüttel. Diese ging 1810 in den unter englischem Kommando stehenden Braunschweig-Lüneburgschen Jägern und schließlich im Braunschweigischen Leibbataillon auf, das am 16. Juni 1815 an der Schlacht bei Quatre-Bras und zwei Tage später an der Schlacht bei Waterloo teilnahm. Es gab sogar Freiwillige Frauenverbände, die vor allem humanitäre Hilfsdienste leisteten.

## Nationalorientierte Publizistik

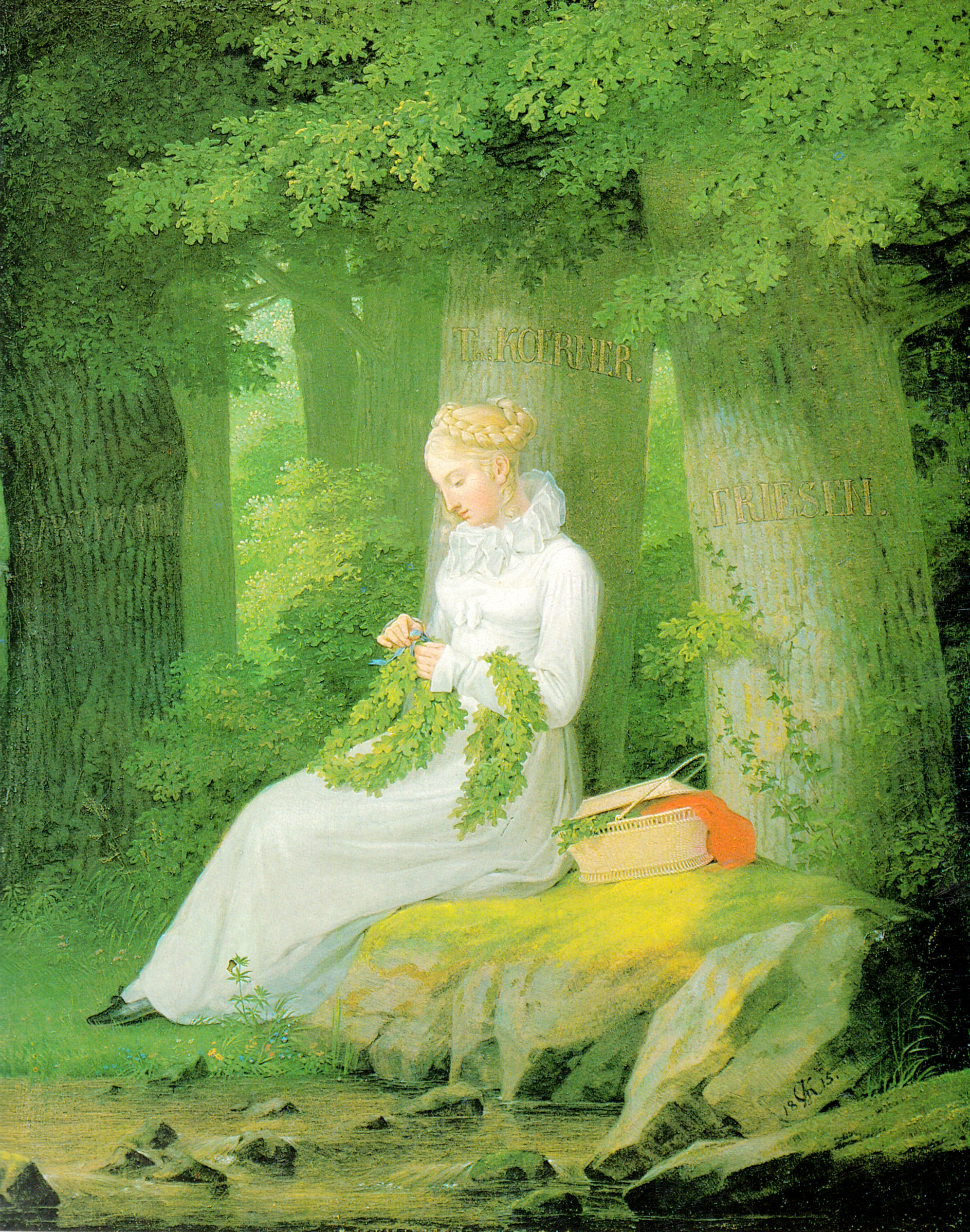
Die Kranzwinderin auf einem Gemälde von Georg Friedrich Kersting aus dem Jahr 1815 symbolisiert das Andenken an die Gefallenen, deren Namen in die Eichenstämme eingegraben sind.

Literaten und Intellektuelle (Johann Philipp Palm, Johann Gottlieb Fichte, Ernst Moritz Arndt, Friedrich Ludwig Jahn, Theodor Körner u. a.) hatten seit 1806 immer deutlicher gegen die napoleonische Besatzung aufbegehrt. Eine Erhebung, die erfolgreich sein sollte, musste nach ihrer damals neuartigen Einschätzung über die Grenzen der dynastischen Politik hinausgehen und eine gemeinsame Unternehmung aller Deutschen werden. Arndt und Jahn baten seit 1810 immer wieder hochrangige Persönlichkeiten des preußischen Hofes, zur Vorbereitung eines solchen Aufstands überzugehen. Jahn selbst gründete dazu auch den Deutschen Bund (Geheimbund). Auch die Turnbewegung, die von Jahn 1810 gegründet wurde, und die seit 1811 entstehende Burschenschaft gehört in diesen Zusammenhang. Der 1808 gegründete Tugendbund, in dem sich Akademiker, Offiziere, Adelige, Literaten und andere zusammenschlossen, zielte auf eine nationale Politik ab. Diese Wegbereiter beteiligten sich nach Ausbruch der Kampfhandlungen teils militärisch, teils weiterhin durch Schriften an der Stärkung der verbündeten Kräfte. Es gab daneben über eine längere Zeit auch eine pro-napoleonische Publizistik, die von Napoleon Deutschlands Wiedergeburt erhoffte. Sie büßte jedoch, je länger die kriegsbedingten Belastungen dauerten, immer mehr an Überzeugungskraft ein.
Die schon vor 1813 einsetzende nationale Publizistik gewann nach Kriegsbeginn einen starken Aufschwung. Preußischer Patriotismus verband sich mit deutschem Nationalismus. Die Kriegslieder von Körner, Schenckendorff, Eichendorff oder Rückert waren überaus populär. Bei Körner hieß es etwa: „es ist kein Krieg, von dem die Kronen wissen, es ist ein Kreuzzug, 's ist ein heil'ger Krieg.“
 Unter den Publizisten war Ernst Moritz Arndt mit seinen gesamtdeutsch ausgerichteten Schriften besonders einflussreich. Besonders bekannt geworden ist sein Lied Des Deutschen Vaterland. Seine Schriften erzielten teilweise Auflagen von 100.000 Exemplaren, was für die Zeitverhältnisse ungewöhnlich hoch war. Sie erreichten eine Verbreitung bis in die ungebildete Bevölkerung hinein. Für die Patrioten war es ein Krieg der Nationen und vor allem eine Erhebung der Deutschen. Freiherr vom Stein träumte von bewaffneten Massen im Rücken der gegnerischen Truppen notfalls auch gegen die deutschen Fürsten. Ziel war ein einiges Deutschland unter österreichischer Führung.

## Entwicklung außerhalb Preußens
So wichtig die nationalen und frühliberalen Gedanken für die Entwicklung im 19. Jahrhundert auch waren, darf man sie auch für die Zeit der Befreiungskriege selbst nicht überschätzen. Ein Großteil der Bevölkerung wurde davon nur am Rande berührt. Von großer Bedeutung blieb der auf den jeweiligen Einzelstaat bezogene Patriotismus oder die Anhänglichkeit an die jeweilige Dynastie. Die Entwicklung in Preußen sprang im Übrigen auf einige Teile Deutschlands über. Besonders wirkungsvoll war ein Aufstand, der am 24. Februar 1813 von Hamburg ausging. Daran stark beteiligt war die Unterschichtenbevölkerung. In den von Frankreich annektierten Gebieten im nördlichen Deutschland kam es zu Aufständen. Unruhen, Desertionen oder Verweigerung von Steuern ereigneten sich im Königreich Westphalen und dem Großherzogtum Berg. Volksunruhen, die meist rasch niedergeschlagen wurden, gab es auch in Bremen, Oldenburg, Dresden, Erfurt, dem Fürstentum Lippe, in Hessen-Darmstadt und dem Großherzogtum Frankfurt.

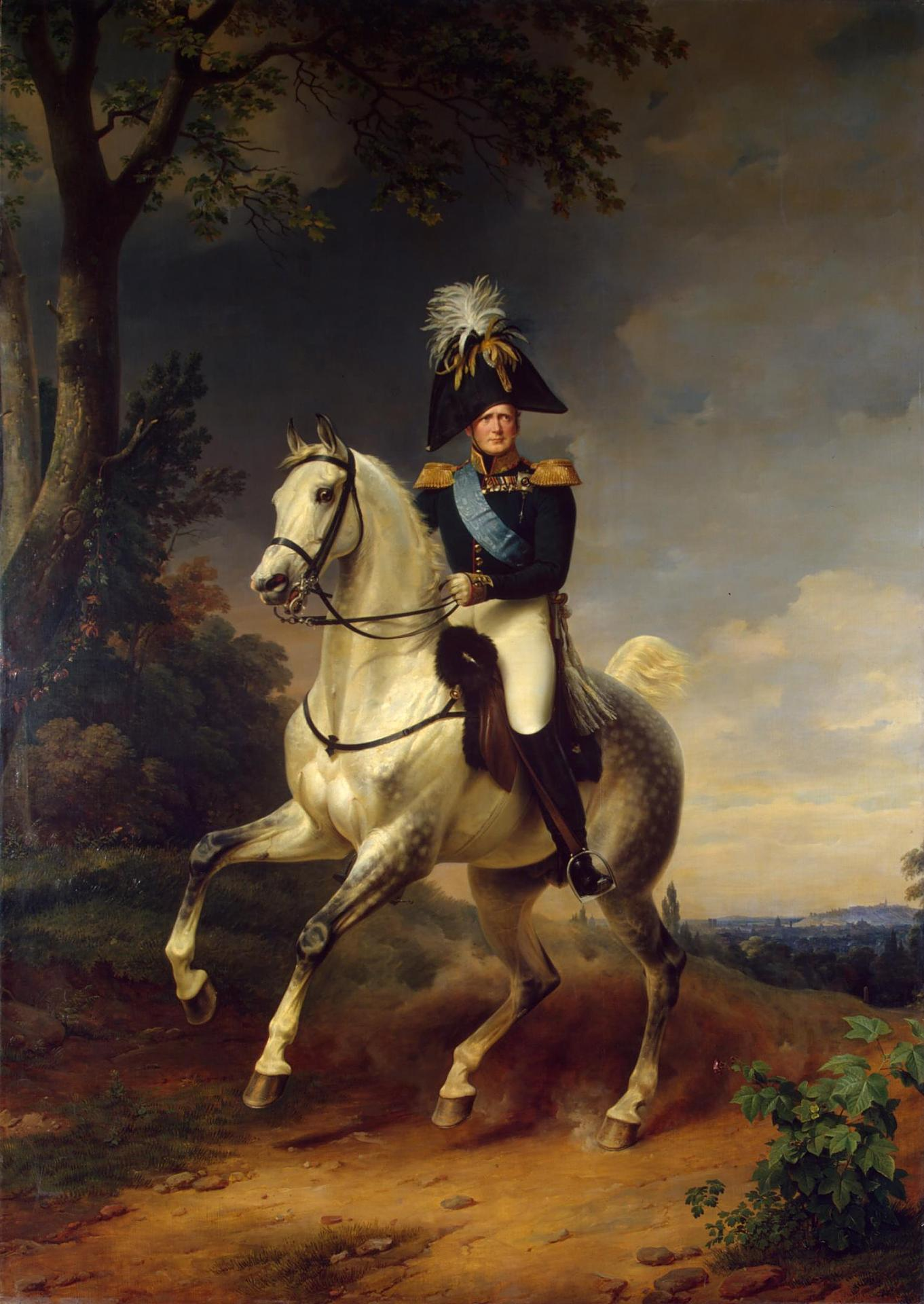
Kaiser Alexander I., Gemälde von Franz Krüger (1812)

Von den indirekt kontrollierten süd- und mitteldeutschen Staaten ging zunächst keine Gefahr für Napoleons Herrschaft aus. In Wiener Kreisen wurden zwar Aufstandspläne für den Alpenraum unter Einschluss der Schweiz geschmiedet, aber Metternich unterband dies, um seine Kabinettspolitik nicht durch unkalkulierbare Bewegungen gefährden zu lassen. Auch als nach den Erfolgen der Alliierten sich der Krieg auf ganz Deutschland ausdehnte, war die Begeisterung dafür in der Bevölkerung deutlich geringer als in Preußen. Noch geringer war sie in Österreich, wo auch noch die Erinnerung an 1809 eine Rolle spielte, als die anderen deutschen Länder Österreich allein kämpfen ließen.
Der teilweise nationalistische Überschwang insbesondere in Preußen war nur eine Seite des Krieges. Auf der anderen Seite war es auch ein Krieg der Regierungen und Mächte. Für diese ging es nicht um nationale Selbstbestimmung, sondern um Machtansprüche, dynastische Interessen und die Wiederherstellung des Mächtegleichgewichts in Europa. Teilweise verbanden sich die Ebenen von Freiheitskampf und den üblichen Machtinteressen. Das war in der preußischen Politik der Fall, wo der Patriotenbund nun den Ton angab, und teilweise auch auf der russischen Seite, wo Freiherr vom Stein und andere deutsche Berater Einfluss auf Alexander I. ausübten. In dem russisch-preußischen Vertrag von Kalisch vom 28. Februar 1813 wurde dies deutlich. Der russische General Michail Illarionowitsch Kutusow definierte in Abstimmung mit Hardenberg als Kriegsziele die Wiederherstellung des Rechts, der Freiheit, der Unabhängigkeit der Fürsten und Völker Deutschlands und Europas.
Der Rheinbund sollte aufgelöst und ein neues deutsches Reich gegründet werden. Dabei wurde an eine lockere föderale Ordnung gedacht. Dieses sollte eine Verfassung „aus dem ureigensten Geiste des deutschen Volkes“ erhalten. Den Fürsten des Rheinbundes, die weiter an der Seite Napoleons blieben, drohte der Verlust ihres Thrones. Alexander I. wurde zwar als Befreier stilisiert, dies ging aber einher mit konkreten Machtinteressen. Die geplante föderale Ordnung garantierte eine relative Schwäche des neuen Deutschlands, das Russland nicht gefährlich werden konnte. Vielmehr sah sich Alexander I. als Garant der Neuordnung und Russland als die stärkste Macht in Europa.

## Frühjahrsfeldzug 1813

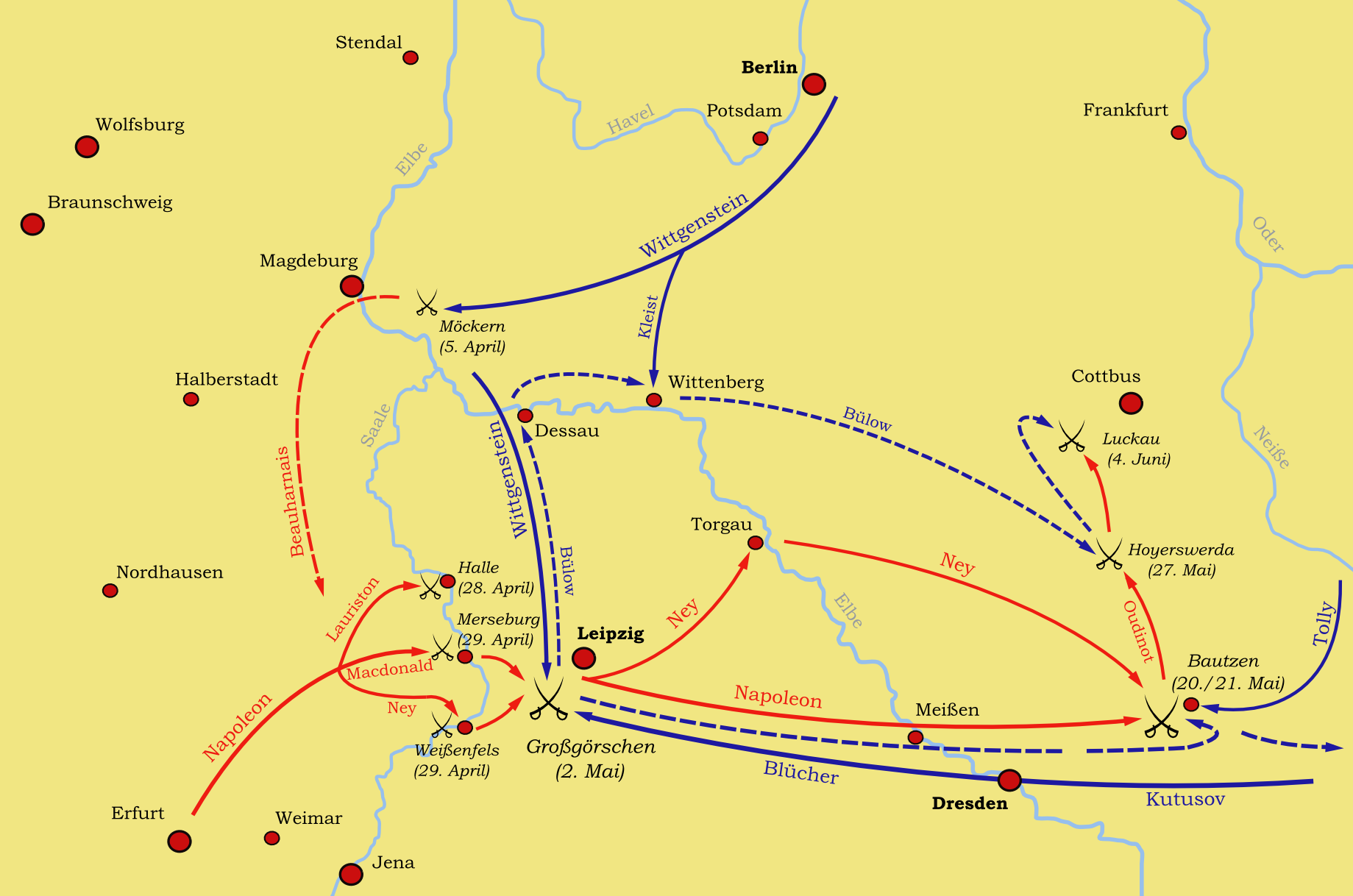
Karte zum Feldzugsverlauf 1813

Der Ausgang des Krieges war ungewiss. Preußen und Russland allein waren noch immer der Macht Napoleons unterlegen. Dieser hatte die Zeit genutzt, um eine neue Armee aus französischen Soldaten und Truppen des Rheinbundes aufzustellen. Er berichtete an seinen Schwiegervater, den österreichischen Kaiser Franz I.: „In Frankreich steht alles unter Waffen und Eure Majestät können versichert sein, dass ich, sobald der Frühling kommt, mit Gottes Hilfe die Russen schneller verjage, als sie gekommen sind.“ Allerdings stand Napoleon nicht nur Preußen und Russland, sondern auch Großbritannien gegenüber. Das Land beteiligte sich mit dem Einsatz seiner Flotte in Übersee und mit Wellingtons Armee in Spanien am Krieg. Dabei brachte dieser den Franzosen eine Reihe von Niederlagen bei. Am 17. März 1813 musste Joseph Bonaparte, den Napoleon als spanischen König eingesetzt hatte, Madrid verlassen. Aber auch weiterhin blieben starke französische Kräfte auf dem spanischen Kriegsschauplatz gebunden und standen nicht für den Krieg im Osten zur Verfügung.

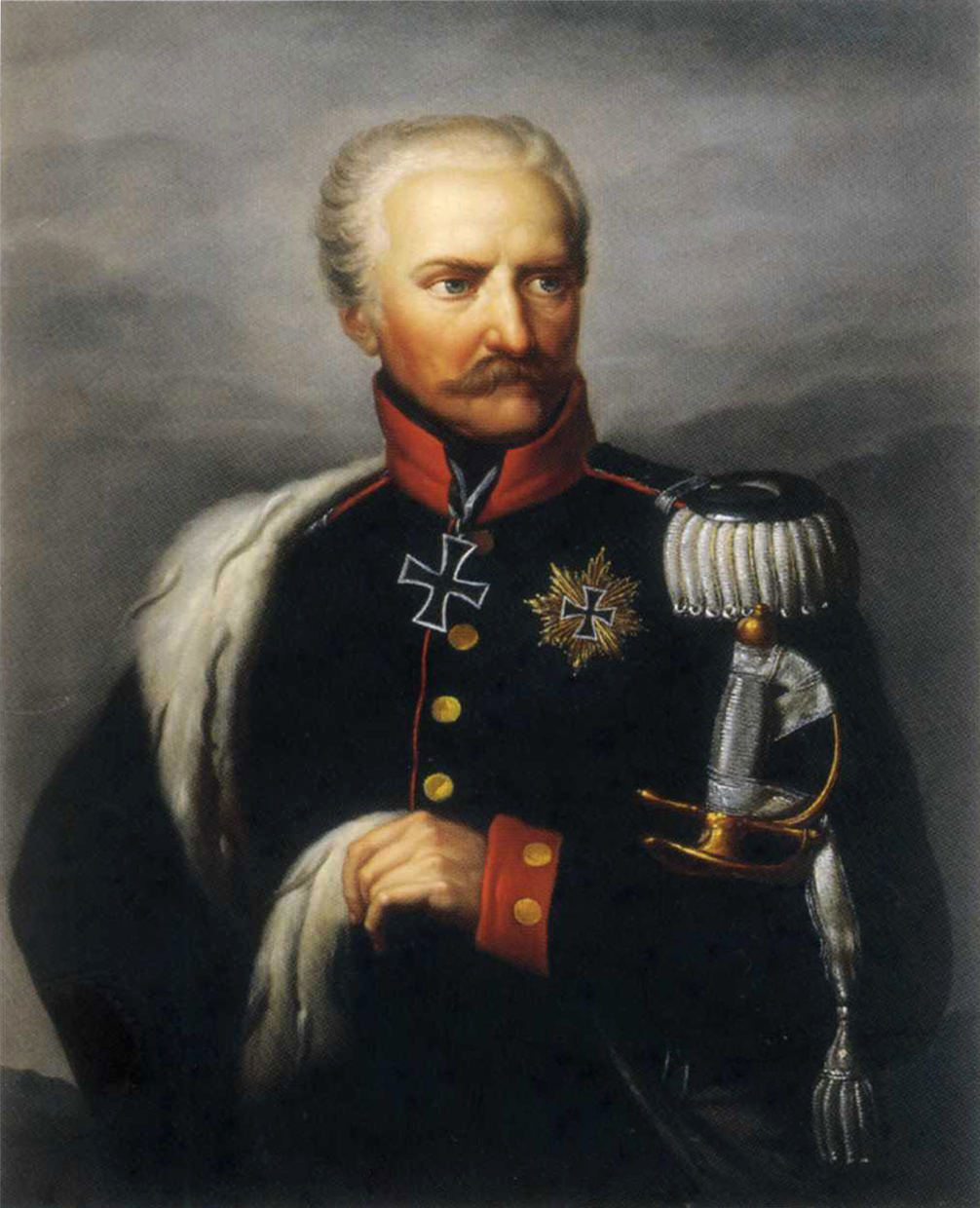
Gebhard Leberecht von Blücher (Kopie eines unbekannten Künstlers nach Ernst Gebauer)

Napoleon war nicht in der Lage, die starke Oderstellung gegen die vorrückenden Preußen und Russen zu halten. Stattdessen mussten die Franzosen hinter die Elbe zurückweichen. Mehrere russische Streifkorps, hauptsächlich aus Kosaken bestehend, rückten von Berlin aus in Richtung Unterelbe, wo sich gleichzeitig antifranzösische Unruhen ausbreiteten. Der Herzog von Mecklenburg-Schwerin verließ den Rheinbund und schloss sich am 14. März 1813 den Verbündeten an. Das russische Korps Tettenborn befreite Hamburg. Daraufhin sagten sich auch andere Städte an der Elbe von Frankreich los. Die neue französische Armee im Osten bestand zu einem Großteil aus unerfahrenen Rekruten und auch die Ausrüstung war nicht optimal. Insbesondere fehlte es an Kavallerie.
Ein französisches Korps unter Józef Antoni Poniatowski war in Polen isoliert, ein zweites bei Danzig eingeschlossen. In Deutschland stand Mitte März die Elbarmee unter Eugène de Beauharnais. Eine weitere Armee unter Dominique Joseph Vandamme war im Anmarsch. Die Hauptarmee sammelte sich bei Hanau. Napoleon legte großen Wert auf den Schutz der unteren Elbe und verlegte Eugènes Truppen in diese Richtung. Er selbst beabsichtigte, die Elbe in der Nähe von Havelberg zu überschreiten, die Oderlinie zu gewinnen, die eingeschlossenen Truppen in Danzig und Stettin zu entsetzen und schließlich die Gegner über die Elbe zu drängen. Dieser Plan erwies sich als undurchführbar, so dass die Hauptarmee durch Thüringen in Richtung Saale marschierte. Ziel war die Vereinigung mit Eugène, um dann auf Leipzig zu marschieren und über die Elbe zu setzen.
Auf der Gegenseite nahm Kaiser Alexander I. immer stärker Einfluss auf den Ablauf der Operationen. Mit den Preußen war ein gemeinsames Vorgehen verabredet worden. Das alliierte Heer bestand aus einer Armee auf dem rechten Flügel unter dem russischen General Ludwig Adolf Peter zu Sayn-Wittgenstein und dem Korps Yorck und verfügte über etwa 45.000 Mann und sollte über Berlin in Richtung Elbe marschieren. Auf dem linken Flügel stand die Armee Gebhard Leberecht von Blüchers zusammen mit dem russischen Korps Ferdinand von Wintzingerode mit etwa 40.000 Mann. Diese Armee sollte durch die Lausitz in Richtung Elbe marschieren. Die russische Hauptarmee wurde noch von dem erkrankten Kutusow geführt. Sie folgte in der Mitte zwischen den Flügelarmeen in breiter Front mit einem mehrtägigen Abstand.
Unter dem Eindruck der über die Elbe vordringenden russischen Kosakenkorps kam es in Lübeck, Stade, Lüneburg und anderen norddeutschen Städten und Territorien zu Aufständen. Zollwächter, Steuerverwalter, Gendarmen und andere Vertreter der französischen Herrschaft wurden angegriffen. In der ersten größeren Kampfhandlung seit Ende des Russlandfeldzugs vernichtete am 2. April 1813 ein über die Elbe gegangenes russisch-preußisches Korps im Gefecht bei Lüneburg das zur Bekämpfung dortiger Aufstände entsandte französisch-sächsische Korps Morand. Die Franzosen mussten sich zeitweise zurückziehen. Allerdings konnten sich die russischen Verbände nicht halten. Nachdem die Franzosen im Mai wieder zurückgekehrt waren, kam es zu Repressalien gegen die an den Unruhen Beteiligten. Hamburg wurde erneut besetzt und zu einem wichtigen Waffenplatz gemacht. Auch Lübeck wurde zurückgewonnen und mit hohen Kontributionen belegt.
Blücher und Wintzingerode setzten bis zum 5. April bei Dresden über die Elbe. Die dort stationierten schwachen französischen Truppen hatten sich zuvor zurückgezogen. Die Alliierten rückten in Richtung Leipzig vor. Das Königreich Sachsen war bis auf die Festung Wittenberg schließlich in der Hand der Verbündeten. Der sächsische König floh nach Regensburg. Eugène de Beauharnais zog starke Truppenverbände bei Magdeburg zusammen, um dort ein befestigtes großes Lager anzulegen. 45.000 Mann gingen wieder auf das rechte Elbeufer über. Sie trafen am 5. April auf ein deutlich schwächeres Heer unter Wittgenstein und Yorck. Es kam zum verlustreichen Gefecht bei Möckern. Die Franzosen gingen darauf wieder über die Elbe zurück. General Wittgenstein seinerseits überschritt ebenfalls den Fluss und schloss Magdeburg und Wittenberg ein. Yorck marschierte in Richtung Saale, um die Verbindung mit Wintzingerode herzustellen. Weiter rückten die Flügelarmeen nicht vor, da die russische Hauptarmee noch immer bei Kalisch stand und erst allmählich bis Chemnitz nachfolgte. Nach dem Tod von Kutusow wurde Wittgenstein Oberbefehlshaber, aber der Zar übte einen immer stärkeren Einfluss aus.
Napoleon selbst traf am 25. April in Erfurt ein. Ein Teil der Mainarmee war ebenfalls angelangt. Napoleon verfügte unter Einschluss der Armee Eugènes über etwa 151.500 Mann. Darunter befanden sich aber nur 7800 Kavalleristen und 358 Geschütze. Die Armee stand auf einer Front von etwa 125 km Länge und einer Tiefe von 100 km in drei Gruppen gegliedert. Dies waren gut anderthalbmal so viele Soldaten, wie sie die Verbündeten mit 95.000 Mann aufbringen konnten. Darunter waren 19.000 Kavalleristen, 9000 Kosaken und 560 Geschütze. Diese waren in vier Gruppen gegliedert und auf 100 km Frontlinie von Halle an der Saale bis Dresden verteilt. Napoleon rückte seit dem 1. Mai in Richtung Leipzig vor. Die Verbündeten planten am 2. Mai gegen die rechte französische Flanke vorzugehen. In der Schlacht bei Großgörschen stießen die Heere aufeinander. Scharnhorst meldete das Ergebnis nach Berlin als 'Sieg'. Tatsächlich erlitten beide Seiten hohe Verluste, aber die Preußen und Russen behaupteten das Schlachtfeld und mussten sich erst auf Drängen der Russen am 6. und 7. Mai über die Elbe zurückziehen.
Napoleon folgte den Gegnern am 11. Mai, wollte aber bei Dresden zunächst die Ankunft von Verstärkungen abwarten, ehe er weiter vorrückte. In der Folge kam es zu verschiedenen Manövern und kleineren Gefechten, ehe die Gegner am 21. und 22. Mai in der Schlacht bei Bautzen erneut aufeinander trafen. Dabei griff Napoleon die Verbündeten an, konnte sie trotz seines Sieges aber nicht entscheidend schwächen. Die Verbündeten wurden aus Sachsen vertrieben und mussten sich nach Schlesien zurückziehen. Allerdings konnte Napoleon seinen Erfolg nicht ausnutzen. Zur Zerschlagung der gegnerischen Truppen fehlte ihm eine starke Kavallerie. Außerdem hatten insbesondere die preußischen Truppen einen für Napoleon überraschenden Kampfgeist gezeigt und die französischen Verluste waren unerwartet hoch. Beim Rückzug der Verbündeten kam es zu einer Reihe von Gefechten, die den Franzosen meist höhere Verluste einbrachten als den Verbündeten. Diese machten im Übrigen auch die rückwärtigen Verbindungen der Franzosen unsicher. Durch einen preußischen Kavallerieangriff bei Haynau kam Napoleons Vormarsch weitgehend ins Stocken.
Die Verbündeten nahmen eine Verteidigungsstellung bei Schweidnitz ein und wurden durch Nachschubkräfte wieder auf 122.000 Mann verstärkt. Unter den Alliierten kam es zum Streit: Während der neue russische Befehlshaber Michael Andreas Barclay de Tolly die Truppen zurück nach Polen führen wollte, sprachen sich die Preußen dagegen aus.
Der Versuch des Korps von Charles Nicolas Oudinot, auf Berlin vorzustoßen, wurde im Gefecht bei Luckau von den Preußen am 4. Juni abgewiesen. Weil beide Seiten sich reorganisieren wollten, kam es zu dem zunächst sechswöchigen Waffenstillstand von Pläswitz (4. Juni). Außerdem hoffte Napoleon auf eine Verständigung mit Russland oder Österreich und war dafür sogar bereit, Polen zu opfern. Später bezeichnete er die Zustimmung zum Waffenstillstand als den größten Fehler seines Lebens.

## Übergang Österreichs zur Koalition
Napoleons Kalkül ging nicht auf, denn auch seine Gegner nutzten die Zeit, um ihre Truppen zu verstärken: Großbritannien und Schweden unter dem Kronprinzen Karl Johann (ehemals französischer Marschall Bernadotte) schlossen sich der preußisch-russischen Koalition gegen Napoleon an. Auch wurde die Finanzierung des Krieges auf eine solide Basis gestellt. Großbritannien zahlte hohe Subsidien an die Verbündeten. Die direkten Zahlungen machten zwei Millionen Pfund aus. Davon erhielt Preußen etwa ein Drittel. Außerdem gab London zusätzlich fünf Millionen Pfund an Papiergeld aus. Dies war eine spezielle von Großbritannien garantierte Währung zur Bezahlung von Kriegskosten.

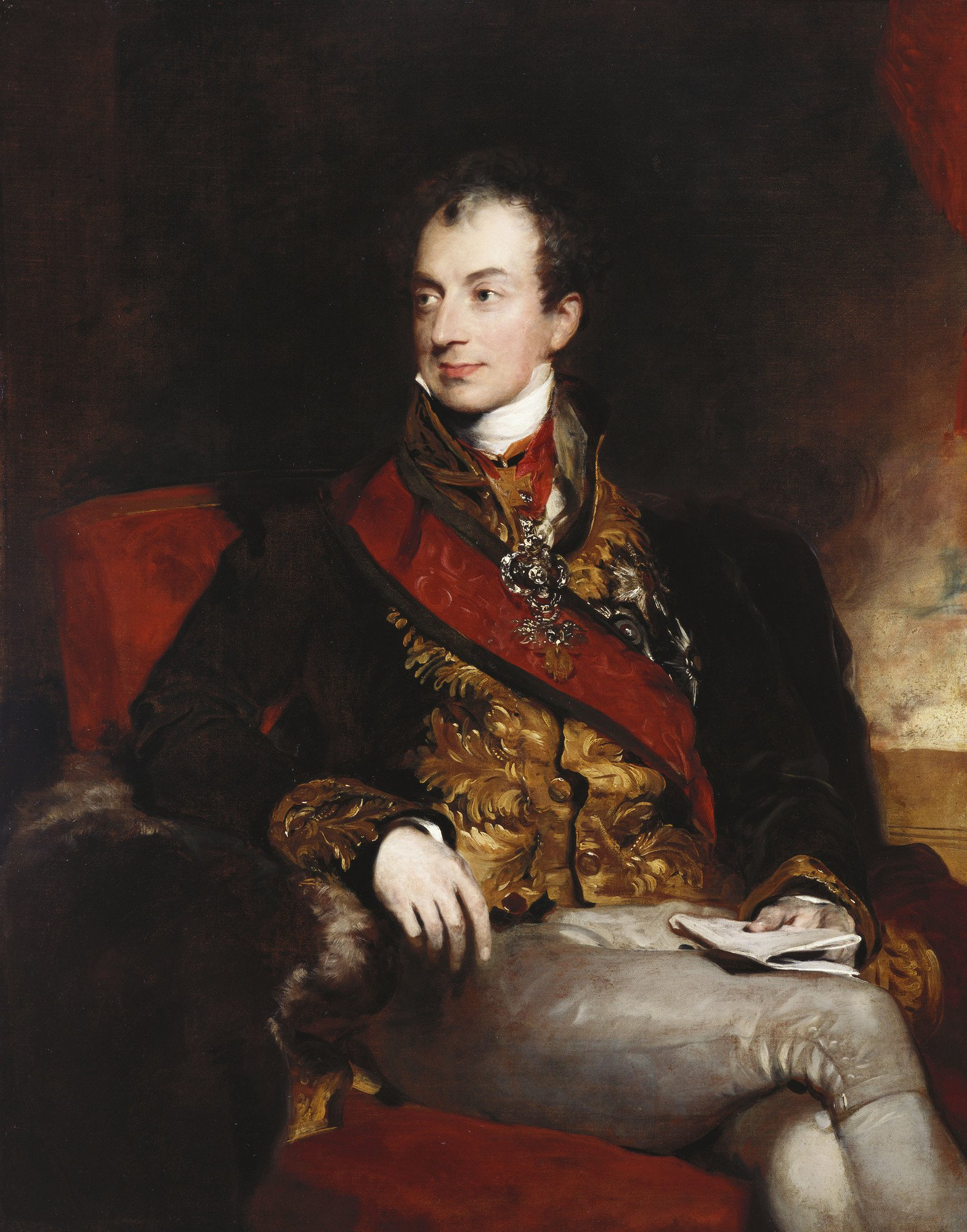
Clemens Wenzel von Metternich (Gemälde von Thomas Lawrence ca. 1820–1825)

Unklar blieb zunächst noch die Haltung Österreichs. Weder Metternich noch Franz I. wollten zunächst in den Krieg eintreten. Es galt zunächst die Rüstungen zu verstärken. Auch wollte man alles tun, um die Kämpfe aus dem eigenen Machtgebiet herauszuhalten. Auch vor einem Vertragsbruch mit Napoleon scheute Metternich zurück. Nachdem er sich entschlossen hatte, der Koalition beizutreten, zielte er darauf ab, in ihr den entscheidenden Einfluss zu gewinnen. Dabei war ein Ziel, den unkalkulierbaren nationalen Krieg der Völker in einen Krieg zwischen Regierungen mit rationalen und begrenzten Zielen zu überführen. Metternich zielte auf die Wiederherstellung eines Gleichgewichts der Mächte und der monarchischen Ordnung ab. Außerdem galt es, eine mögliche Hegemonie Russlands und überzogene Ansprüche Preußens zu verhindern. Lange Zeit sah Metternich diese Ziele eher von einem Bündnis mit Napoleon gewährleistet, ehe er allmählich ins gegnerische Lager überschwenkte. Ein wichtiger Faktor des europäischen Gleichgewichts sollte Frankreich bleiben, so dass Metternich kein Interesse an einer zu starken Schwächung des Landes nach Napoleons Sturz hatte.
Insbesondere ging es Metternich darum, die Entstehung von Nationalstaaten in Deutschland und Italien zu verhindern. Es gelang ihm, über verschiedene Stufen der Neutralität und Vermittlung aus dem Lager Napoleons in das der Koalition überzuwechseln. Außerdem schaffte er es, die Verbündeten im Kern auf seine Kriegsziele einzuschwören. Russland verzichtete nicht nur auf die Gewinnung der früheren österreichischen Besitzungen in Polen, sondern war auch mit Metternichs Neuordnungsplänen in Deutschland und Italien im Grundsatz einverstanden.
In der Konvention von Reichenbach vom 27. Juni 1813 kam es zu einer ersten Vereinbarung Österreichs mit der Koalition. Danach betätigte sich Metternich als Vermittler zwischen Napoleon und den Verbündeten. Es kam zum Treffen zwischen Napoleon und Metternich, in welchem der Kaiser die Vermittlungsbemühungen zurückwies und Österreich davor warnte, die Fronten zu wechseln. „Sie wollen also den Krieg? Es sei: In Wien sehen wir uns wieder! […] Ich werde zu sterben wissen, aber ich trete keinen Handbreit Boden ab. Eure Herrscher, geboren auf dem Thron, können sich zwanzigmal schlagen lassen und doch immer wieder in ihre Residenzen zurück ziehen; das kann ich nicht, der Sohn des Glücks! Meine Herrschaft überdauert den Tag nicht, an dem ich aufgehört habe, stark und folglich gefürchtet zu sein.“ Damit fasste Napoleon noch einmal offen die Basis seiner Machtstellung zusammen und machte klar, weshalb er nicht nachgeben konnte.
Zu weiteren Verhandlungen kam es auf dem Friedenskongress von Prag. Vertreter Napoleons war dort Armand de Caulaincourt. Er versuchte vergeblich, die Verhandlungen in die Länge zu ziehen. Dem machte Metternich ein Ende und verlangte von Frankreich ultimativ die Zustimmung zu den Bedingungen Österreichs, Preußens und Russlands. Dazu gehörte das Ende des Herzogtums Warschau. Dessen Gebiet sollte auf die drei Mächte aufgeteilt werden. Preußen sollte in den Grenzen von 1806 wiederhergestellt werden. Die Hansestädte sollten ihre Unabhängigkeit zurückbekommen, Napoleon auf den Rheinbund verzichten und die illyrischen Provinzen wieder an Österreich kommen. Diesen Bedingungen stimmten die französischen Vertreter nicht zu.
Nach dem Scheitern der Vermittlungsbemühungen erklärte Österreich am 11. August Frankreich den Krieg. Oberbefehlshaber wurde Feldmarschall Schwarzenberg. Damit stand Napoleon zum ersten Mal einem Bündnis aller europäischen Großmächte gegenüber. In den Allianzverträgen von Teplitz vom 9. September zwischen Österreich, Preußen und Russland vereinbarten die Beteiligten im Kern die Wiederherstellung des europäischen Gleichgewichts auf der Basis der Grenzen von 1805. Metternich hat es damit geschafft, in den Mittelpunkt der Koalition zu treten. Anstatt des Kampfes um Freiheit und nationale Einheit trat die Wiederherstellung des Gleichgewichts der europäischen Mächte. Dies erleichterte den Rheinbundstaaten im weiteren Verlauf den Seitenwechsel, hatten sie doch keine Zerschlagung ihrer Territorien zu befürchten.

## Herbstfeldzug von 1813
|                                          |                                          |                                          |                                          |                                          |                                          |              |              |              |              |  |  |                                                |                                                |                                                |                                                |                                                |                                                | XXXXX Oberstes Hauptquartier (Schwarzenberg)      |                                                   |                                                   |                                                   |                                                   |                                                   |                                            |                                            |                                            |                                            |                                            |                                            |             |             |             |             |  |  |                                               |                                               |                                               |                                               |                                               |                                               |             |             |             |             |  |  |  |  |  |  |  |  |  |  |  |  |  |  |  |  |  |  |
|                                          |                                          |                                          |                                          |                                          |                                          |              |              |              |              |  |  |                                                |                                                |                                                |                                                |                                                |                                                |                                                   |                                                   |                                                   |                                                   |                                                   |                                                   |                                            |                                            |                                            |                                            |                                            |                                            |             |             |             |             |  |  |                                               |                                               |                                               |                                               |                                               |                                               |             |             |             |             |  |  |  |  |  |  |  |  |  |  |  |  |  |  |  |  |  |  |
|                                          |                                          |                                          |                                          |                                          |                                          |              |              |              |              |  |  |                                                |                                                |                                                |                                                |                                                |                                                |                                                   |                                                   |                                                   |                                                   |                                                   |                                                   |                                            |                                            |                                            |                                            |                                            |                                            |             |             |             |             |  |  |                                               |                                               |                                               |                                               |                                               |                                               |             |             |             |             |  |  |  |  |  |  |  |  |  |  |  |  |  |  |  |  |  |  |
| XXXX Nordarmee (Bernadotte) 110.700 Mann | XXXX Nordarmee (Bernadotte) 110.700 Mann | XXXX Nordarmee (Bernadotte) 110.700 Mann | XXXX Nordarmee (Bernadotte) 110.700 Mann | XXXX Nordarmee (Bernadotte) 110.700 Mann | XXXX Nordarmee (Bernadotte) 110.700 Mann |              |              |              |              |  |  |                                                |                                                |                                                |                                                |                                                |                                                | XXXX Böhmische Armee (Schwarzenberg) 254.300 Mann | XXXX Böhmische Armee (Schwarzenberg) 254.300 Mann | XXXX Böhmische Armee (Schwarzenberg) 254.300 Mann | XXXX Böhmische Armee (Schwarzenberg) 254.300 Mann | XXXX Böhmische Armee (Schwarzenberg) 254.300 Mann | XXXX Böhmische Armee (Schwarzenberg) 254.300 Mann |                                            |                                            |                                            |                                            |                                            |                                            |             |             |             |             |  |  | XXXX Schlesische Armee (Blücher) 105.000 Mann | XXXX Schlesische Armee (Blücher) 105.000 Mann | XXXX Schlesische Armee (Blücher) 105.000 Mann | XXXX Schlesische Armee (Blücher) 105.000 Mann | XXXX Schlesische Armee (Blücher) 105.000 Mann | XXXX Schlesische Armee (Blücher) 105.000 Mann |             |             |             |             |  |  |  |  |  |  |  |  |  |  |  |  |  |  |  |  |  |  |
| XXXX Nordarmee (Bernadotte) 110.700 Mann | XXXX Nordarmee (Bernadotte) 110.700 Mann | XXXX Nordarmee (Bernadotte) 110.700 Mann | XXXX Nordarmee (Bernadotte) 110.700 Mann | XXXX Nordarmee (Bernadotte) 110.700 Mann | XXXX Nordarmee (Bernadotte) 110.700 Mann |              |              |              |              |  |  |                                                |                                                |                                                |                                                |                                                |                                                | XXXX Böhmische Armee (Schwarzenberg) 254.300 Mann | XXXX Böhmische Armee (Schwarzenberg) 254.300 Mann | XXXX Böhmische Armee (Schwarzenberg) 254.300 Mann | XXXX Böhmische Armee (Schwarzenberg) 254.300 Mann | XXXX Böhmische Armee (Schwarzenberg) 254.300 Mann | XXXX Böhmische Armee (Schwarzenberg) 254.300 Mann |                                            |                                            |                                            |                                            |                                            |                                            |             |             |             |             |  |  | XXXX Schlesische Armee (Blücher) 105.000 Mann | XXXX Schlesische Armee (Blücher) 105.000 Mann | XXXX Schlesische Armee (Blücher) 105.000 Mann | XXXX Schlesische Armee (Blücher) 105.000 Mann | XXXX Schlesische Armee (Blücher) 105.000 Mann | XXXX Schlesische Armee (Blücher) 105.000 Mann |             |             |             |             |  |  |  |  |  |  |  |  |  |  |  |  |  |  |  |  |  |  |
|                                          |                                          |                                          |                                          |                                          |                                          |              |              |              |              |  |  |                                                |                                                |                                                |                                                |                                                |                                                |                                                   |                                                   |                                                   |                                                   |                                                   |                                                   |                                            |                                            |                                            |                                            |                                            |                                            |             |             |             |             |  |  |                                               |                                               |                                               |                                               |                                               |                                               |             |             |             |             |  |  |  |  |  |  |  |  |  |  |  |  |  |  |  |  |  |  |
|                                          |                                          |                                          |                                          |                                          |                                          |              |              |              |              |  |  | XXXX Österreicher (Schwarzenberg) 127.000 Mann | XXXX Österreicher (Schwarzenberg) 127.000 Mann | XXXX Österreicher (Schwarzenberg) 127.000 Mann | XXXX Österreicher (Schwarzenberg) 127.000 Mann | XXXX Österreicher (Schwarzenberg) 127.000 Mann | XXXX Österreicher (Schwarzenberg) 127.000 Mann |                                                   |                                                   |                                                   |                                                   |                                                   |                                                   | XXXX Russen/Preußen (Barclay) 130.000 Mann | XXXX Russen/Preußen (Barclay) 130.000 Mann | XXXX Russen/Preußen (Barclay) 130.000 Mann | XXXX Russen/Preußen (Barclay) 130.000 Mann | XXXX Russen/Preußen (Barclay) 130.000 Mann | XXXX Russen/Preußen (Barclay) 130.000 Mann |             |             |             |             |  |  |                                               |                                               |                                               |                                               |                                               |                                               |             |             |             |             |  |  |  |  |  |  |  |  |  |  |  |  |  |  |  |  |  |  |
|                                          |                                          |                                          |                                          |                                          |                                          |              |              |              |              |  |  | XXXX Österreicher (Schwarzenberg) 127.000 Mann | XXXX Österreicher (Schwarzenberg) 127.000 Mann | XXXX Österreicher (Schwarzenberg) 127.000 Mann | XXXX Österreicher (Schwarzenberg) 127.000 Mann | XXXX Österreicher (Schwarzenberg) 127.000 Mann | XXXX Österreicher (Schwarzenberg) 127.000 Mann |                                                   |                                                   |                                                   |                                                   |                                                   |                                                   | XXXX Russen/Preußen (Barclay) 130.000 Mann | XXXX Russen/Preußen (Barclay) 130.000 Mann | XXXX Russen/Preußen (Barclay) 130.000 Mann | XXXX Russen/Preußen (Barclay) 130.000 Mann | XXXX Russen/Preußen (Barclay) 130.000 Mann | XXXX Russen/Preußen (Barclay) 130.000 Mann |             |             |             |             |  |  |                                               |                                               |                                               |                                               |                                               |                                               |             |             |             |             |  |  |  |  |  |  |  |  |  |  |  |  |  |  |  |  |  |  |
|                                          |                                          |                                          |                                          | XXX Russen                               | XXX Russen                               | XXX Russen   | XXX Russen   | XXX Russen   | XXX Russen   |  |  |                                                |                                                |                                                |                                                | XXX Österreicher                               | XXX Österreicher                               | XXX Österreicher                                  | XXX Österreicher                                  | XXX Österreicher                                  | XXX Österreicher                                  |                                                   |                                                   |                                            |                                            |                                            |                                            | XXX Preußen                                | XXX Preußen                                | XXX Preußen | XXX Preußen | XXX Preußen | XXX Preußen |  |  |                                               |                                               |                                               |                                               | XXX Preußen                                   | XXX Preußen                                   | XXX Preußen | XXX Preußen | XXX Preußen | XXX Preußen |  |  |  |  |  |  |  |  |  |  |  |  |  |  |  |  |  |  |
|                                          |                                          |                                          |                                          | XXX Russen                               | XXX Russen                               | XXX Russen   | XXX Russen   | XXX Russen   | XXX Russen   |  |  |                                                |                                                |                                                |                                                | XXX Österreicher                               | XXX Österreicher                               | XXX Österreicher                                  | XXX Österreicher                                  | XXX Österreicher                                  | XXX Österreicher                                  |                                                   |                                                   |                                            |                                            |                                            |                                            | XXX Preußen                                | XXX Preußen                                | XXX Preußen | XXX Preußen | XXX Preußen | XXX Preußen |  |  |                                               |                                               |                                               |                                               | XXX Preußen                                   | XXX Preußen                                   | XXX Preußen | XXX Preußen | XXX Preußen | XXX Preußen |  |  |  |  |  |  |  |  |  |  |  |  |  |  |  |  |  |  |
|                                          |                                          |                                          |                                          |                                          |                                          |              |              |              |              |  |  |                                                |                                                |                                                |                                                |                                                |                                                |                                                   |                                                   |                                                   |                                                   |                                                   |                                                   |                                            |                                            |                                            |                                            |                                            |                                            |             |             |             |             |  |  |                                               |                                               |                                               |                                               |                                               |                                               |             |             |             |             |  |  |  |  |  |  |  |  |  |  |  |  |  |  |  |  |  |  |
|                                          |                                          |                                          |                                          | XXX Preußen                              | XXX Preußen                              | XXX Preußen  | XXX Preußen  | XXX Preußen  | XXX Preußen  |  |  |                                                |                                                |                                                |                                                | XXX Österreicher                               | XXX Österreicher                               | XXX Österreicher                                  | XXX Österreicher                                  | XXX Österreicher                                  | XXX Österreicher                                  |                                                   |                                                   |                                            |                                            |                                            |                                            | XXX Russen                                 | XXX Russen                                 | XXX Russen  | XXX Russen  | XXX Russen  | XXX Russen  |  |  |                                               |                                               |                                               |                                               | XXX Preußen                                   | XXX Preußen                                   | XXX Preußen | XXX Preußen | XXX Preußen | XXX Preußen |  |  |  |  |  |  |  |  |  |  |  |  |  |  |  |  |  |  |
|                                          |                                          |                                          |                                          | XXX Preußen                              | XXX Preußen                              | XXX Preußen  | XXX Preußen  | XXX Preußen  | XXX Preußen  |  |  |                                                |                                                |                                                |                                                | XXX Österreicher                               | XXX Österreicher                               | XXX Österreicher                                  | XXX Österreicher                                  | XXX Österreicher                                  | XXX Österreicher                                  |                                                   |                                                   |                                            |                                            |                                            |                                            | XXX Russen                                 | XXX Russen                                 | XXX Russen  | XXX Russen  | XXX Russen  | XXX Russen  |  |  |                                               |                                               |                                               |                                               | XXX Preußen                                   | XXX Preußen                                   | XXX Preußen | XXX Preußen | XXX Preußen | XXX Preußen |  |  |  |  |  |  |  |  |  |  |  |  |  |  |  |  |  |  |
|                                          |                                          |                                          |                                          |                                          |                                          |              |              |              |              |  |  |                                                |                                                |                                                |                                                |                                                |                                                |                                                   |                                                   |                                                   |                                                   |                                                   |                                                   |                                            |                                            |                                            |                                            |                                            |                                            |             |             |             |             |  |  |                                               |                                               |                                               |                                               |                                               |                                               |             |             |             |             |  |  |  |  |  |  |  |  |  |  |  |  |  |  |  |  |  |  |
|                                          |                                          |                                          |                                          | XXX Schweden                             | XXX Schweden                             | XXX Schweden | XXX Schweden | XXX Schweden | XXX Schweden |  |  |                                                |                                                |                                                |                                                |                                                |                                                |                                                   |                                                   |                                                   |                                                   |                                                   |                                                   |                                            |                                            |                                            |                                            | XXX Garde                                  | XXX Garde                                  | XXX Garde   | XXX Garde   | XXX Garde   | XXX Garde   |  |  |                                               |                                               |                                               |                                               | XXX Russen                                    | XXX Russen                                    | XXX Russen  | XXX Russen  | XXX Russen  | XXX Russen  |  |  |  |  |  |  |  |  |  |  |  |  |  |  |  |  |  |  |
|                                          |                                          |                                          |                                          | XXX Schweden                             | XXX Schweden                             | XXX Schweden | XXX Schweden | XXX Schweden | XXX Schweden |  |  |                                                |                                                |                                                |                                                |                                                |                                                |                                                   |                                                   |                                                   |                                                   |                                                   |                                                   |                                            |                                            |                                            |                                            | XXX Garde                                  | XXX Garde                                  | XXX Garde   | XXX Garde   | XXX Garde   | XXX Garde   |  |  |                                               |                                               |                                               |                                               | XXX Russen                                    | XXX Russen                                    | XXX Russen  | XXX Russen  | XXX Russen  | XXX Russen  |  |  |  |  |  |  |  |  |  |  |  |  |  |  |  |  |  |  |
|                                          |                                          |                                          |                                          |                                          |                                          |              |              |              |              |  |  |                                                |                                                |                                                |                                                |                                                |                                                |                                                   |                                                   |                                                   |                                                   |                                                   |                                                   |                                            |                                            |                                            |                                            |                                            |                                            |             |             |             |             |  |  |                                               |                                               |                                               |                                               |                                               |                                               |             |             |             |             |  |  |  |  |  |  |  |  |  |  |  |  |  |  |  |  |  |  |
|                                          |                                          |                                          |                                          |                                          |                                          |              |              |              |              |  |  |                                                |                                                |                                                |                                                |                                                |                                                |                                                   |                                                   |                                                   |                                                   |                                                   |                                                   |                                            |                                            |                                            |                                            |                                            |                                            |             |             |             |             |  |  |                                               |                                               |                                               |                                               | XXX Russen                                    |                                               |             |             |             |             |  |  |  |  |  |  |  |  |  |  |  |  |  |  |  |  |  |  |
|                                          |                                          |                                          |                                          |                                          |                                          |              |              |              |              |  |  |                                                |                                                |                                                |                                                |                                                |                                                |                                                   |                                                   |                                                   |                                                   |                                                   |                                                   |                                            |                                            |                                            |                                            |                                            |                                            |             |             |             |             |  |  |                                               |                                               |                                               |                                               |                                               |                                               |             |             |             |             |  |  |  |  |  |  |  |  |  |  |  |  |  |  |  |  |  |  |

Legende: XXXXX = Oberkommando, XXXX = Armee, XXX = Korps
Nach dem Beginn des Waffenstillstands verließ die französische Armee Breslau, hielt aber weiterhin den größten Teil Niederschlesiens besetzt. Auch Sachsen und das gesamte linke Elbeufer wurden besetzt. Napoleon verlegte sein Hauptquartier nach Dresden und zog die auf feindlichem Boden befindlichen Truppen zurück. Gemäß der Waffenstillstandsvereinbarung zogen sich auch die Truppen der Koalition zurück. Dem Freikorps Lützow gelang dies nicht rechtzeitig; es wurde am 17. Juni angegriffen und hatte einige Verluste zu beklagen. Während des Waffenstillstandes verstärkte Napoleon seine Armee durch Nachschub aus Frankreich. Insgesamt befehligte er auf dem deutschen Kriegsschauplatz eine Armee von etwa 400.000 Mann an Feldtruppen. Hinzu kamen 26.000 Mann Festungstruppen an der Elbe und über 55.000 Mann in Festungen im Rücken der Gegner.
Auch die Ausbildung, Ausrüstung und Versorgung hatte sich deutlich verbessert. Insbesondere hatte sich die Zahl der Kavalleristen stark erhöht. Die Elbe war mit zahlreichen Festungen und auf andere Weise gut gesichert. Mit dem Bau von mehreren Brücken schuf er sich die Möglichkeit, mit großen Einheiten den Fluss rasch zu überqueren. Da Napoleon die Elblinie so lange wie möglich behaupten wollte, verzichtete er als Feldherr zum ersten Mal auf die Offensivtaktik. Die Alliierten verstärkten ebenfalls ihre Truppen. Die preußische Armee kam durch die Neuaufstellung von Einheiten auf 271.000 Mann, wovon 192.400 Mann sofort einsatzfähig waren. Die russische Armee in Deutschland und Polen umfasste 296.000 Mann. Die Österreicher stellten etwa 200.000 Mann, die Schweden 27.000 Mann.
Hinzu kamen kleinere britische (eigentlich: hannoversche) Kräfte. Insgesamt verfügten die Alliierten über mehr als 500.000 Mann und waren damit den Franzosen deutlich überlegen. Die Hauptarmee wurde von Schwarzenberg geführt. Die Nordarmee unterstand Bernadotte, Blücher befehligte die schlesische Armee. Im Trachenberg-Plan einigten sich die Verbündeten Preußen, Russland und Schweden auf eine gemeinsame Strategie im Kampf gegen Napoleon.
Der Waffenstillstand endete am 17. August. Die Nordarmee rückte von Brandenburg in Richtung Süden vor. Östlich von der französischen Armee stand die schlesische Armee der Alliierten. Von Süden kam die Hauptarmee unter Schwarzenberg heran. Obwohl zahlenmäßig unterlegen, hatte auch Napoleon einige Vorteile. Er verfügte über kürzere Linien und war deswegen in der Lage, rasch zuzuschlagen. Im Übrigen war die Kommandostruktur im Lager der Alliierten nicht völlig eindeutig und den über einen weiten Raum verteilten Truppen fiel es schwer, Napoleon einzukreisen. Mehrfach handelten insbesondere preußische Generäle wie Bülow oder Blücher gegen die übergeordneten Befehlshaber.
Napoleons Marschälle erlitten in mehreren Gefechten Niederlagen. So wurde Oudinot mit einer Armee, die hauptsächlich aus Soldaten der Rheinbundstaaten bestand und auf Berlin vorrücken wollte, bei Großbeeren (23. August) geschlagen. Ein französisches Unterstützungskorps aus 10.000 Mann wurde bei Hagelberg besiegt und fast völlig vernichtet. Jacques MacDonald wurde bei Wahlstatt an der Katzbach (26. August) geschlagen. Von den 67.000 französischen Soldaten fiel die Hälfte oder geriet in Gefangenschaft. Vandamme unterlag bei Kulm (30. August), Michel Ney bei Dennewitz (6. September). Die alliierte Hauptarmee unter Schwarzenberg ging über die Elbe und rückte gegen Dresden vor, ohne sich zunächst zum Angriff entschließen zu können. In der Schlacht um Dresden errang Napoleon (26./27. August) seinen letzten großen Sieg in Deutschland. Seine Gegner mussten sich unter hohen Verlusten nach Böhmen zurückziehen.
In der Folge sah sich Napoleon in der Gunst der Umstände und versuchte den Vorteil der inneren Linie auszunutzen. Er plante die Nordarmee oder die schlesische Armee zu stellen und anzugreifen. Sowohl Bernadotte wie auch Blücher wichen ihm aber über die Saale aus. Von da an geriet Napoleon in die Defensive. Er konnte sich nicht aus dieser Gegend entfernen, ohne von irregulären Truppen und Kosaken angegriffen zu werden. Auch musste er mit den intakten Armeen der Feinde rechnen. Er sammelte seine Truppen bei Leipzig, um dort die Gegner zu erwarten. Seine Lage wurde noch dadurch erschwert, dass es Metternich gelungen war, im Vertrag von Ried (8. Oktober) das Königreich Bayern zum Wechsel der Fronten zu bewegen. Diesem Vertrag schlossen sich nach der bayerischen Kriegserklärung an Frankreich (14. Oktober) auch Russland und Preußen an. Dabei garantierte Metternich Besitzstand und Souveränität des Landes (nach der Völkerschlacht folgten ähnliche Verträge mit Württemberg, Baden, Hessen-Darmstadt und Nassau). Damit war einer Eroberung Süddeutschlands durch die Alliierten und anschließender gemeinsamer Verwaltung durch Steins Zentralverwaltungsdepartement bereits faktisch eine Absage erteilt.
Mitte Oktober sah sich Napoleon schließlich militärisch in eine ausgesprochen ungünstige Lage gedrängt. In der Völkerschlacht bei Leipzig vom 16. bis 19. Oktober 1813 erlitt er eine schwere Niederlage. Dabei spielte auch eine Rolle, dass die Truppen des Königreichs Sachsen sowie 500 Württemberger zu den Alliierten übergingen. In der bis dahin größten Einzelschlacht in der Geschichte Europas verlor die französische Armee 60.000 bis 73.000 Mann. Die Alliierten verloren 54.000 Mann, darunter etwa 16.000 Preußen. Insgesamt fielen pro Tag 30.000 Mann oder wurden verwundet. Napoleon musste sich zurückziehen. Er schlug dabei am 30. Oktober noch ein bayerisch-österreichisches Korps in der Schlacht bei Hanau, ehe er über den Rhein zurückwich.

## Zusammenbruch der Macht Napoleons in Europa

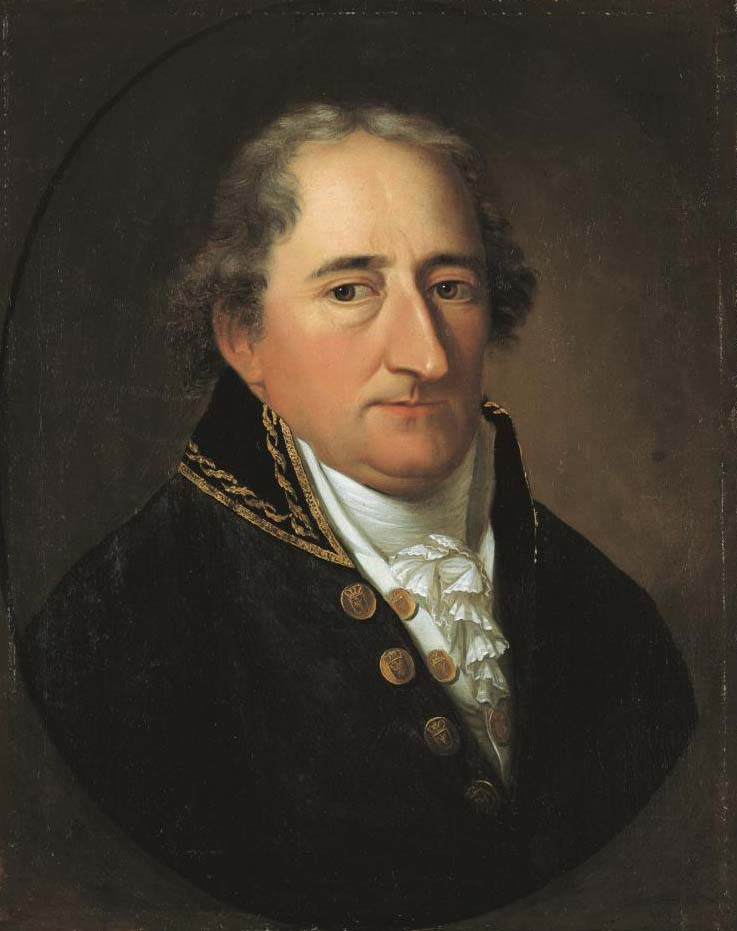
Freiherr vom Stein (Gemälde von Johann Christoph Rincklake) leitete das alliierte Zentralverwaltungsdepartement für die besetzten Gebiete

In der Folge begann sich der Rheinbund aufzulösen. Die vergrößerten süddeutschen Mittelstaaten blieben erhalten, während die napoleonischen Kunststaaten Berg, Frankfurt und Westphalen sowie das Königreich Sachsen und das linksrheinische Gebiet Steins Zentralverwaltungsdepartement unterstellt wurden. Auf der Seite der Alliierten stellte sich die Frage, ob der Krieg nach der Vertreibung Napoleons aus Deutschland weitergeführt werden sollte. Metternich wollte sich mit der Rheingrenze begnügen, stieß aber auf Widerspruch von Stein, Blücher, Gneisenau und anderer, die bis zur endgültigen Befreiung Europas und dem Sturz Napoleons weiterkämpfen wollten. Unterstützt wurden sie dabei von einer wirkungsvollen nationalistischen Publizistik, wie sie etwa Arndt oder Joseph Görres entfalteten. Ein Friedensangebot Metternichs wurde von Napoleon nicht beantwortet.
Inzwischen hatten sich auch das französisch besetzte Holland und die Schweiz von Napoleon befreit. Selbst Napoleons Schwager Joachim Murat, der König von Neapel, ließ ihn im Stich. In Spanien drang Wellington mit seinen Truppen bis zur französischen Grenze vor. Napoleon erkannte im November Ferdinand VII. als spanischen König an und erlaubte Papst Pius VII., nach Rom zurückzukehren. Er hoffte in dieser Zeit, wenigstens die alte französische Grenze halten zu können. Tatsächlich ließen die Verbündeten Mitte November 1813 erkennen, dass sie Frieden schließen würden, sollte sich Napoleon mit den „natürlichen Grenzen Frankreichs“ als Verhandlungsbasis einverstanden erklären (Frankfurter Memorandum).
Hinter diesem Angebot stand Metternichs Vorstellung, Frankreich als Großmacht zu erhalten, um eine Übermacht Russlands zu verhindern. Napoleon reagierte abwartend. Inzwischen schwand sein Einfluss in Frankreich. Sein Prestige litt unter der Niederlage von Leipzig noch stärker als unter dem fehlgeschlagenen Feldzug gegen Russland. Die gesetzgebende Körperschaft (corps législatif) forderte ihn am 19. Dezember 1813 auf, die bürgerlichen Freiheiten zu garantieren und nur noch Krieg um die Unversehrtheit des Staatsgebietes zu führen. Napoleon reagierte mit der Schließung der Körperschaft, was wiederum den Unmut steigerte. Als die Regierung neue Truppen ausheben wollte, versuchten zahlreiche Männer, sich dem zu entziehen.

## Feldzug 1814
Napoleon bemühte sich nach den Verlusten des Vorjahres, seine Armee wieder zu vergrößern: er ließ Männer rekrutieren und Truppen aus Spanien abziehen. Er hatte schließlich nur etwa 70.000 Mann.
Blücher und seine Armee überschritten in der Neujahrsnacht den Rhein bei Kaub. Andere Einheiten folgten.
Auch nach dieser Rheinüberquerung gab es im antinapoleonischen Bündnis Spannungen und Streit darum, ob man rasch auf Paris vorstoßen oder vorsichtiger agieren sollte. Auch über die Zeit nach Napoleon gab es Streit. So wollte Alexander I. Bernadotte zum Herrscher Frankreichs machen. Als Folge der Uneinigkeit verzögerte sich der Feldzug, bis der britische Außenminister Castlereagh zusammen mit Metternich die Einigkeit wiederherstellte. Man einigte sich darauf, dass Frankreich alle Besitzungen, die es seit dem Beginn der Koalitionskriege 1792 erworben hatte, verlieren sollte. Erst zu Beginn des Jahres 1814 entschied man sich auch für die Restauration der Bourbonenherrschaft. Es kam am 4. März zur Quadrupelallianz von Chaumont. In ihr schlossen die Alliierten ein auf zwanzig Jahre angelegtes Bündnis. Es wurde auch die Unabhängigkeit der Niederlande, Spaniens, der Schweiz und Deutschlands festgeschrieben. In Italien sicherte sich Österreich den entscheidenden Einfluss. Die Niederlande sollten überdies um die ehemaligen österreichischen Niederlande vergrößert werden.

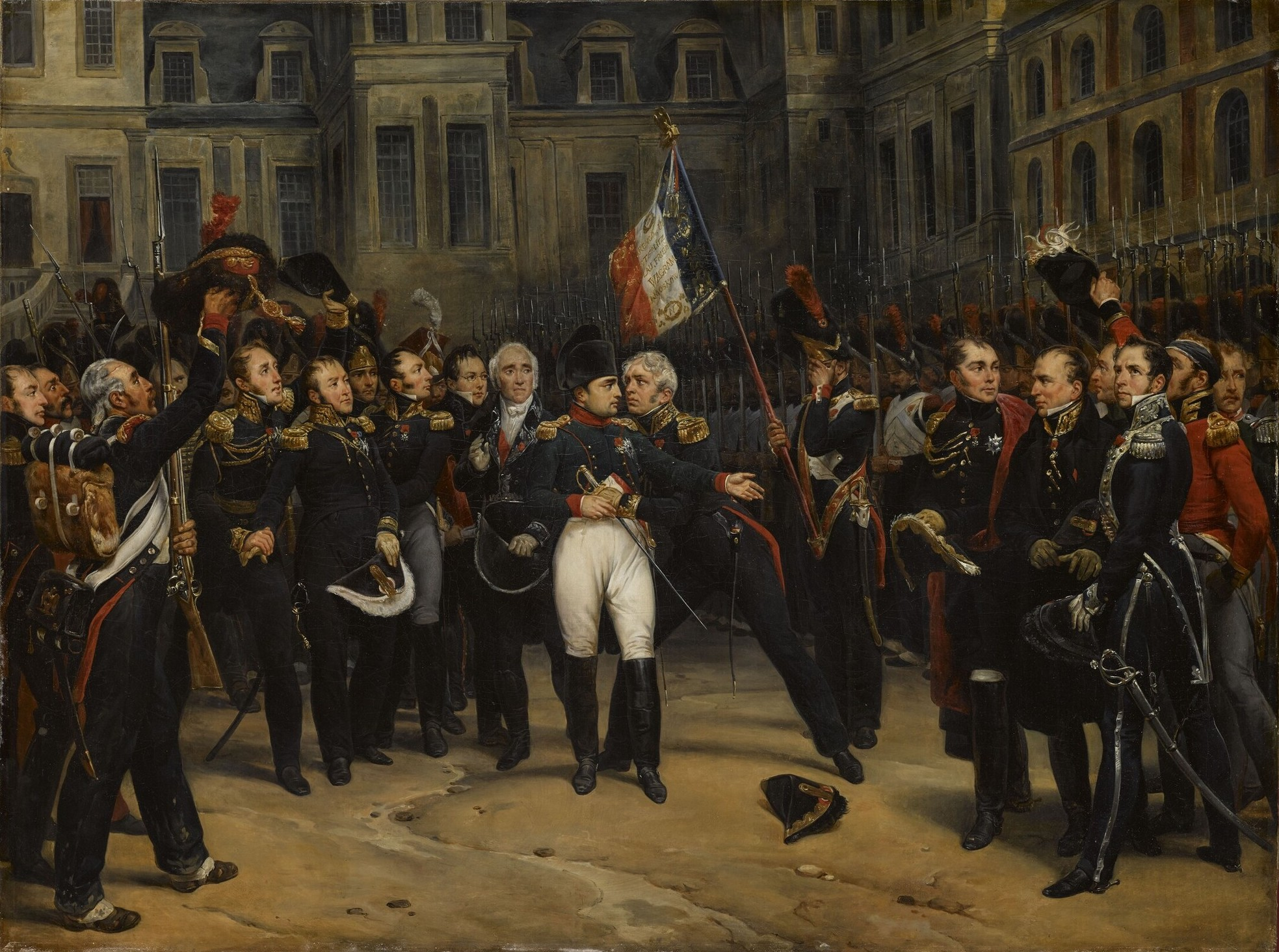
Napoléons Abschied von der Kaiserlichen Garde in Fontainebleau (Gemälde von Antoine Alphonse Montfort).

Trotz ihrer Überlegenheit erwies sich der Frühjahrsfeldzug von 1814 für die Alliierten schwieriger als erwartet. Ihre Truppen siegten am 10. Januar bei St. Die, wurden am 29. Januar bei Brienne aber geschlagen. Sie gewannen am 1. Februar die Schlacht bei La Rothière. Napoleon schlug die Armee Blüchers zwischen dem 10. und 14. Februar viermal in der Champagne (bei Champaubert, bei Montmirail, bei Château-Thierry und bei Vauchamps). Anschließend verlegte er seine Truppen in Eilmärschen in den Süden. Damit wollte er das weitere Vorrücken der Österreicher auf Paris entlang der Seine verhindern. Durch das Gefecht bei Mormant am 17. Februar und der Schlacht bei Montereau am 18. Februar zwang er sie zum Rückzug über die Aube. Am 27. Februar verloren jedoch die Franzosen die Schlacht bei Bar-sur-Aube. Napoleon war bei dieser nicht anwesend. Er war bereits wieder in den Norden gezogen mit der Absicht erneut Blücher zu bekämpfen. Die Preußen konnten sich durch die Einnahme von Soisson am 3. März den wichtigen Übergang über die Aisne sichern und dadurch den Angriffen Napoleons in den Norden hinter die Aisne entziehen. Nach der blutigen Schlacht bei Craonne am 7. März zog sich die Schlesische Armee unter Blücher bis nach Laon zurück, wo es am 9. und 10. März zu der Schlacht bei Laon kam. Obwohl Napoleon entschieden geschlagen war, gelang es ihm am 13. März in dem Gefecht bei Reims Reims zu erobern.
Schon Anfang Februar hatten auf dem Kongress von Châtillon Friedensverhandlungen begonnen. Selbst das Zugeständnis, Frankreich das Linke Rheinufer zu belassen, wies Napoleon zurück. Der Kongress endete im März ergebnislos. 
Am 20. März verlor Napoleon die Schlacht bei Arcis-sur-Aube. Danach zogen die Verbündeten, sowohl die schlesische, als auch die böhmische Armee, nach Paris und konnten dabei auch nicht durch die Schlacht bei Fère-Champenoise am 25. März aufgehalten werden. Napoleons Versuch, nochmals die Initiative zu ergreifen und die feindlichen Nachschublinien abzuschneiden, misslang. Zwar siegte er im Gefecht bei Saint-Dizier am 26. März, musste dann aber feststellen, dass die Alliierten ihm auf dem Weg nach Paris bereits enteilt waren. Er versuchte noch über Troyes und Fontainebleau hinterherzukommen, kam aber zu spät um bei der Schlacht bei Paris noch eingreifen zu können. Am 31. März 1814 besetzten die Verbündeten Paris.

## Von der Restauration bis Waterloo
Napoleon musste abdanken und am 11. April auf den Thron verzichten (Vertrag von Fontainebleau). Laut Vertrag behielt er seinen Titel und erhielt die Insel Elba als Fürstentum. In Frankreich wurde mit Ludwig XVIII. das Königtum restauriert. Der Pariser Frieden vom 30. Mai 1814 war ein Versöhnungsfrieden, der Frankreich als Großmacht in den Grenzen von 1792 bestehen ließ. Das Land erhielt sogar besetzte Kolonien und Handelsniederlassungen zurück. Die Schaffung einer europäischen und deutschen Nachkriegsordnung wurde dem Wiener Kongress überlassen. Nach Geheimvorkehrungen kehrte Napoleon jedoch überraschend am 1. März 1815 von Elba zurück und übernahm erneut die Macht in Frankreich (Herrschaft der Hundert Tage). Als die Nachricht davon den Wiener Kongress erreichte, erklärten die dort anwesenden Mächte Napoleon am 13. März für geächtet. Großbritannien, Russland, Österreich und Preußen erneuerten am 25. März die Kriegskoalition. Dabei verpflichteten sie sich, so lange zu kämpfen, bis Napoleon endgültig besiegt sei.
In Frankreich stieß die Aushebung neuer Einheiten auf Widerstand. Dennoch gelang es Napoleon, erneut eine Armee aufzustellen. Er verfügte über etwa 125.000 Mann. Die meisten davon waren gut ausgerüstete, erfahrene Veteranen. Auf der Gegenseite ließen sich die Verbündeten mit ihrem Aufmarsch Zeit. Sie planten, erst im Juli in Frankreich einzumarschieren. Wellington versammelte bei Waterloo ein Heer von 95.000 Mann. Hinzu kam die preußische Armee unter Blücher mit 125.000 Mann. Dagegen waren Russen und Österreicher noch nicht in ihren Ausgangsstellungen angekommen. Vor diesem Hintergrund entschloss sich Napoleon, die Initiative zu ergreifen. Er plante, Preußen und Briten voneinander zu trennen und getrennt zu schlagen. Tatsächlich gelang es ihm am 15. Juni, einen Keil zwischen die beiden Armeen zu treiben. Bei Ligny bereitete er den Preußen am 16. Juni eine schwere Niederlage. Marschall Ney hielt währenddessen Wellington bei Quatre-Bras in Schach. Allerdings wurden die Gegner dabei nicht entscheidend geschwächt. Am 18. Juni griff Napoleon die Briten bei Waterloo an. Als die Preußen rechtzeitig zur Unterstützung der Briten eintrafen, wurde Napoleon entscheidend geschlagen.

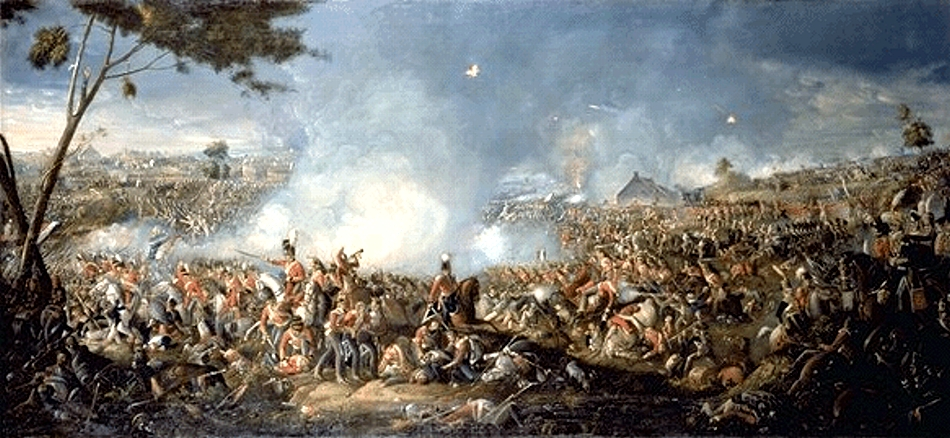
Schlacht bei Waterloo (Gemälde von William Sadler)

Napoleon wurde jetzt auf die Insel St. Helena verbannt, und in Frankreich wurden erneut die Bourbonen eingesetzt. Der Krieg wurde durch den zweiten Pariser Frieden vom 20. November 1815 beendet. Er fiel für Frankreich nicht so günstig aus wie der erste. Frankreich erhielt durch den zweiten Pariser Frieden die Grenzen von 1790 mit den innerhalb dieser Grenzen liegenden Enklaven, doch ohne die Grenzfestungen Philippeville, Mariembourg, Saarlouis und Landau. Saarbrücken, Savoyen und Nizza blieben außerhalb des französischen Staatsgebiets. Außerdem wurden Frankreich Reparationszahlungen von 700 Millionen Francs auferlegt. In Spanien und Portugal wurden die alten Dynastien wieder eingesetzt. Die Niederlande wurden um die früheren Österreichischen Niederlande als Königreich der Niederlande unter König Wilhelm I. vergrößert. Die Schweiz bekam eine staatenbündische Verfassung; die Großmächte garantierten ihr immerwährende Neutralität und Unverletzlichkeit ihres Gebiets. Schweden und Norwegen waren seit dem Kieler Frieden von 1814 vereinigt. Dänemark blieb um Norwegen verkleinert bestehen. In Italien wurden die habsburgischen Sekundogenituren in der Toskana und in Modena restauriert, die ehemalige französische Kaiserin Marie-Louise von Österreich erhielt Parma. Ferner fielen Venetien und die Lombardei an Österreich. Die Königreiche Sardinien und Neapel-Sizilien wurden unter den alten Dynastien wiederhergestellt. Auch der Kirchenstaat entstand wieder. Das 1806 aufgelöste „Heilige Römische Reich Deutscher Nation“ wurde jedoch nicht wieder erneuert. Stattdessen kam es mit dem Deutschen Bund zur Bildung eines lockeren Bündnisses von Staaten.

## Rezeption und Forschung

### Rezeption

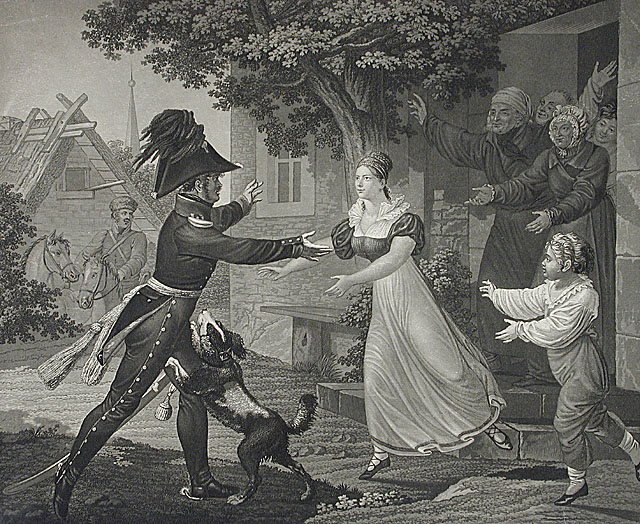
Das Vaterland ist frey! Viktoria (1813, Friedrich Wilhelm Meyer)

Insgesamt bildeten sich während der Befreiungskriege folgenreiche Erscheinungsweisen der deutschen Nationsbildung heraus. Dies gilt insbesondere für den Begriff der Kulturnation, der die gemeinsame Geschichte, Sprache und Literatur hervorhebt. Während er in vorangegangenen Jahrhunderten hauptsächlich eine Erscheinungsform der gebildeten Eliten gewesen war, wurde er jetzt auch breiten Volksmassen zugänglich. Teilweise war dieses nationale Bewusstsein mit religiös anmutenden Konnotationen verbunden. Charakteristisch war besonders die Abgrenzung gegenüber Frankreich. Bereits bei Arndt wurde der Franzose als Erbfeind bezeichnet. Der Franzosenhass erscheint ebenso konstitutiv für den deutschen Nationalgedanken wie die „Vaterlandsliebe“ und „Die Wacht am Rhein“. Nach der Niederlage Napoleons in Leipzig breitete sich diese nationale Verbundenheit nach zeitgenössischen Beobachtungen über ganz Deutschland aus und verband sich hier und da auch mit antisemitischen Untertönen. Gleichzeitig war das Nationale aber auch verbunden mit dem Anspruch auf Freiheitsrechte und eine politische Verfassung. Insgesamt unterschied sich das auf die deutsche Geschichte bezogene Nationsverständnis aber markant von den politischen Verfassungstraditionen Amerikas und Frankreichs. Er schürte während des Krieges patriotische Emotionen, die sich mit politischen Hoffnungen auf eine liberale Umgestaltung verbunden hatten und sich von den Regierungen nur schwer wieder eindämmen ließen.
Das Gedenken an die Befreiungskriege spielte schon kurz nach Kriegsende eine auch politisch wichtige Rolle. Das Wartburgfest von 1817 fand einerseits zur Erinnerung an den 300. Jahrestag der Reformation, andererseits am vierten Jahrestag der Völkerschlacht von Leipzig statt. Die Studenten knüpften mit den Farben Schwarz-Rot-Gold auch bewusst an die Uniformen des Lützowschen Freikorps an. Dabei wurde der Krieg bereits zu dieser Zeit unterschiedlich interpretiert. Die Studenten sahen ihn als Krieg von Freiwilligen und Aufstand des Volkes, als Freiheitskrieg. Ganz anders betrachteten konservative Kreise wie etwa Friedrich von Gentz die Ereignisse. Für ihn handelte es sich um einen Krieg der Militärs und Könige und nicht um den der Volksredner und Pamphletschreiber. In den 1830er und 1840er Jahren wurden in zahlreichen preußischen Städten Freiwilligen- und Kriegerbegräbnisvereine gegründet. Bei Begräbnissen von Veteranen marschierten diese in Uniformen durch die Straßen. Jedes Jahr versammelten sie sich, um der gefallenen Kameraden zu gedenken.

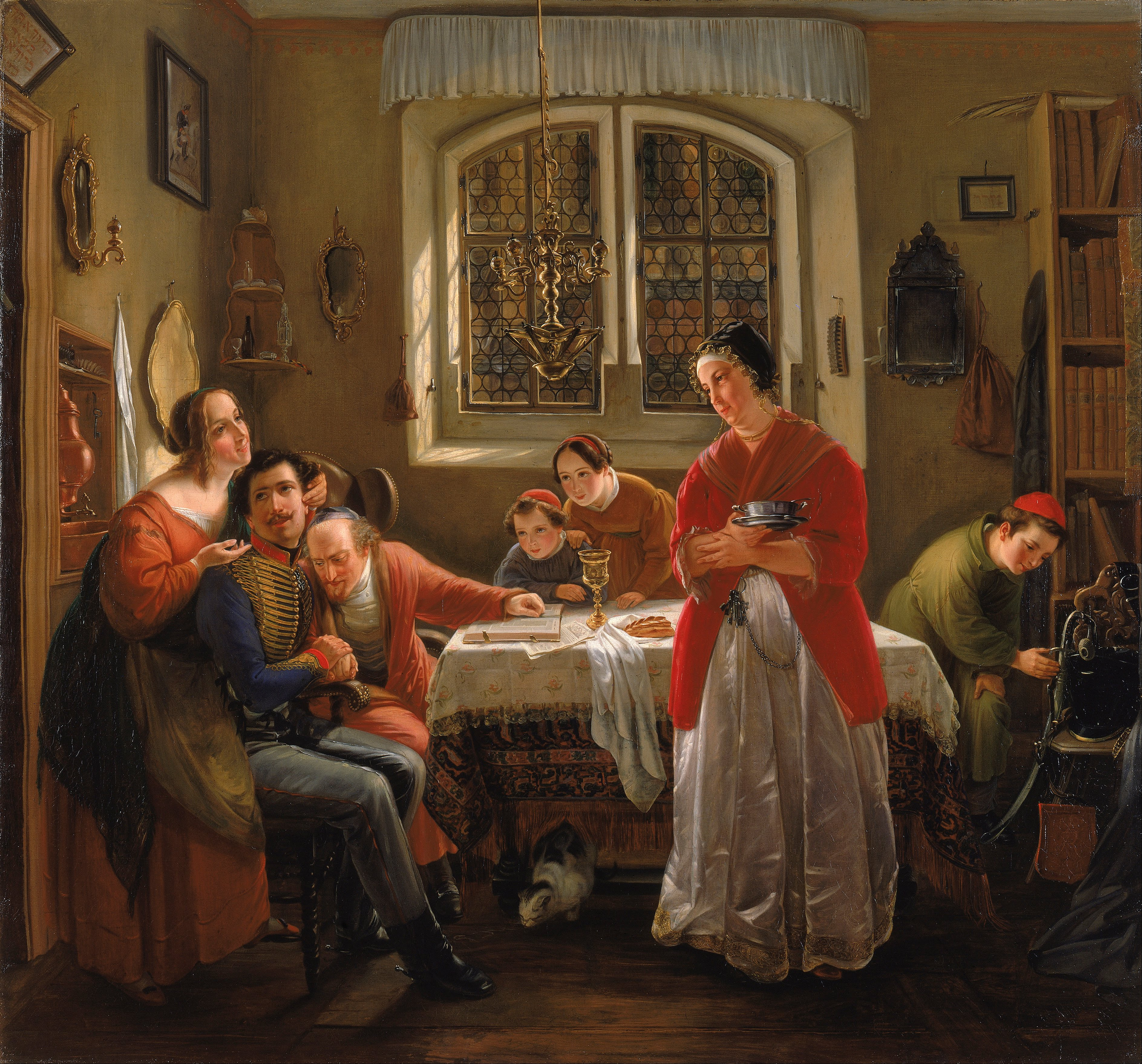
Die Heimkehr des Freiwilligen aus den Befreiungskriegen zu den nach alter Sitte lebenden Seinen (1833/34, Moritz Daniel Oppenheim)

Eine besondere Rolle spielte das Gedenken in der jüdischen Bevölkerung, waren die Befreiungskriege doch das erste Mal, dass auch jüdische Soldaten Kriegsdienst leisteten. Versuche von bestimmten Presseorganen, die jüdische Beteiligung kleinzureden, trafen jüdischerseits auf entschiedene Gegenreaktion. Moritz Daniel Oppenheim schuf 1833/34 das Gemälde Die Heimkehr des Freiwilligen aus den Befreiungskriegen zu den nach alter Sitte lebenden Seinen. Damit stellte er die Befreiungskriege in einen Zusammenhang mit der Assimilation und Emanzipation der jüdischen Bevölkerung.
In mehreren Städten wurden Denkmäler zur Erinnerung an den Krieg errichtet. Ein bekanntes Beispiel ist das von Karl Friedrich Schinkel geschaffene Denkmal auf dem heutigen Kreuzberg in Berlin. Es feierte nicht den Volkskrieg, sondern den König. In der Inschrift hieß es: „Der König dem Volke, das auf Seinen Ruf hochherzig Gut und Blut dem Vaterlande darbrachte.“ Vergleichbare Gedenktafeln mit der Inschrift „Für König und Vaterland“ gab es in preußischen Kirchen. Auf den Schlachtfeldern standen Mahnmale mit Inschriften wie „Die gefallenen Helden ehrt dankbar König und Vaterland. Sie ruhen in Frieden.“ Caspar David Friedrich und Ernst Moritz Arndt setzten sich, um an den Krieg als nationales Ereignis zu erinnern, für ein Standbild Scharnhorsts ein, jedoch vergeblich. Friedrich thematisierte den Krieg nach 1815 zumindest in Gemälden. Die national gesinnten Kreise wie die Turnerbewegung erinnerten etwa durch Pilgerfahrten zu den Schlachtfeldern des Krieges und durch die Feier von Jahrestagen an die Befreiungskriege. Am wichtigsten war dabei das Gedenken an die Völkerschlacht von Leipzig. Eine erste fand schon 1814 in der Hasenheide in Berlin statt und zog 10.000 Teilnehmer an. Mit der Unterdrückung der Turnerbewegung durch die Karlsbader Beschlüsse von 1819 endete dies zunächst.
Auf dem Michelsberg in Kelheim ließ Ludwig I. von Bayern in den Jahren 1843 bis 1863 die Befreiungshalle errichten, die bis heute als Wahrzeichen der Befreiungskriege beteiligte Völker auf Schildern im Rund des Bauwerks ehrt.

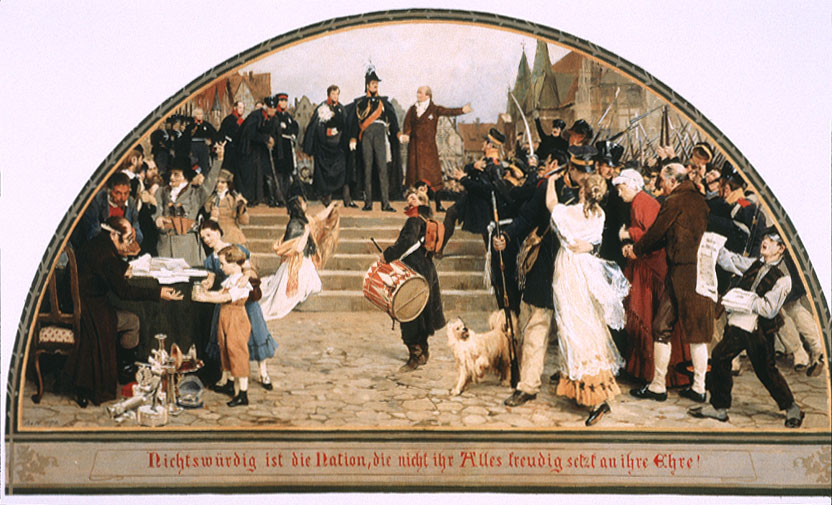
Die nationale Erhebung 1813 (1870, Anton von Werner)

Eine überlokale Gedenkveranstaltung wurde 1863 zum 50-jährigen Jubiläum veranstaltet. Es fand auf Initiative von bürgerlich-liberalen Kreisen in Leipzig als deutsches Nationalfest statt und repräsentierte die liberal orientierte Nationalbewegung. Während des Kaiserreichs trat das Gedenken an die Befreiungskriege hinter dem an den Krieg von 1870/71 zurück. Seit Ende des 19. Jahrhunderts begann sich dies etwas zu ändern. Ein Höhepunkt waren das hundertjährige Jubiläum und die Einweihung des Leipziger Völkerschlachtdenkmals. Diese Feierlichkeiten waren stark von den Fürsten geprägt. Daneben traten die nunmehr eher rechts stehenden nationalen Verbände in Erscheinung. Etwa 100.000 ihrer Mitglieder reisten nach Leipzig. Kriegervereine, Studentenverbindungen und Turnervereine prägten das Bild. Der organisierende Deutsche Patriotenbund zielte auf eine völkisch-nationale Ausprägung der Feierlichkeiten ab. Dem entsprach auch der Monumentalismus der Architektur des Denkmals. Dominierte bis 1870 beim Gedenken an die Befreiungskriege das liberale Bürgertum, waren es nun reichsnationale oder völkisch-nationale Kreise, die für einen autoritären Staat eintraten.

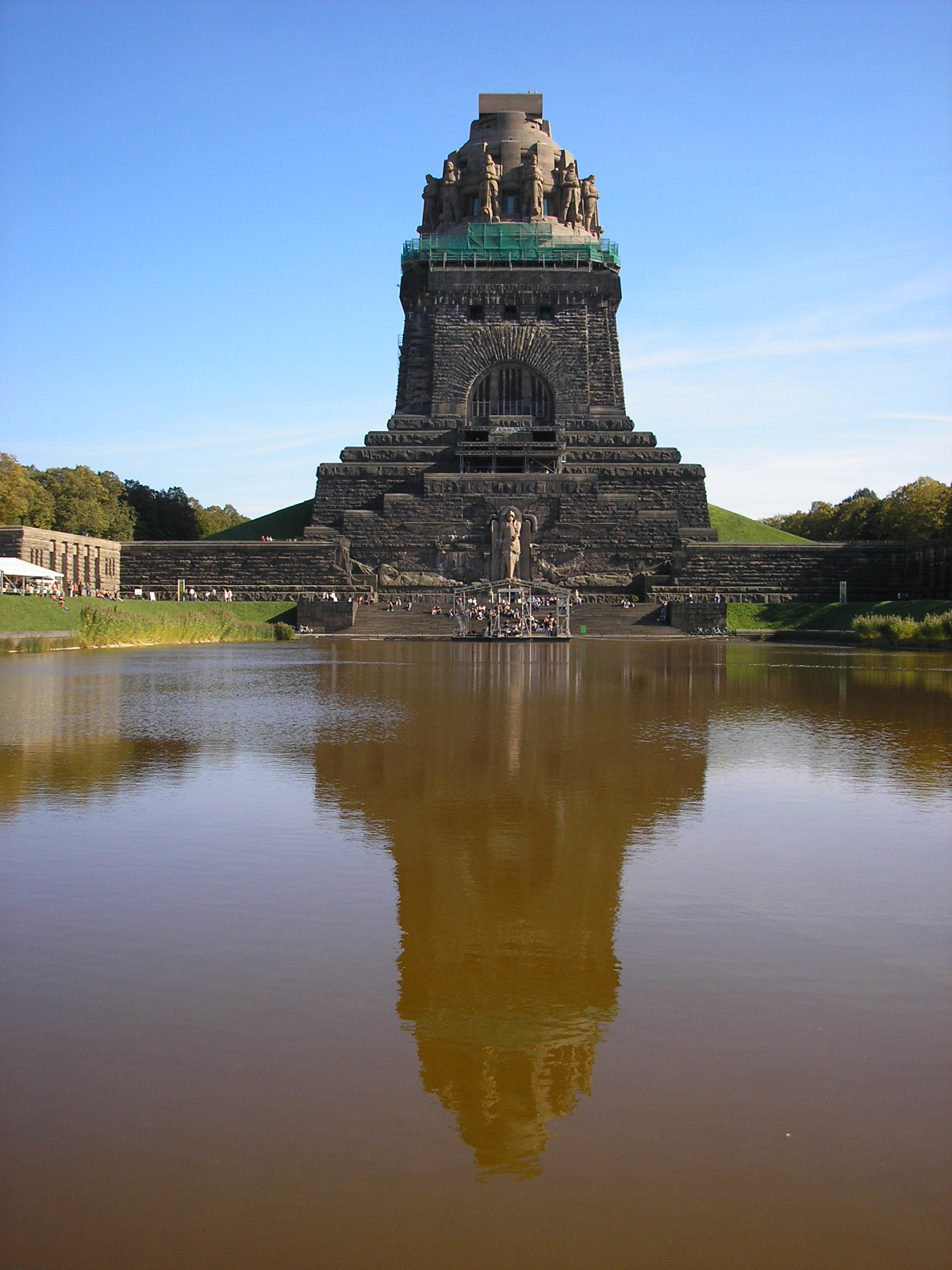
Völkerschlachtdenkmal mit Spiegelung im vorgelagerten „See der Tränen um die gefallenen Soldaten“

So dominant diese Form der Deutung auch war, gab es daneben doch auch andere Ansätze. Dies gilt für die Feier der Jugendbewegung auf dem Hohen Meißner oder die Rede des Sozialdemokraten Georg Ledebour im Reichstag, der darauf bestand, dass die Sozialdemokraten das „Reich der Freiheit und des Rechts“ verwirklichen wollen, „das Fichte und andere Männer mit ihm vor hundert Jahren ersehnt haben.“

### Historiographie und Publizistik
In der Historiographie und Publizistik zählten die Befreiungskriege bis in die Mitte des 20. Jahrhunderts hinein zu den meistbehandelten Themen. Dabei dienten die Werke über den Krieg der nationalen Identifikation und Traditionsbildung. Die Wertschätzung beschränkte sich nicht nur auf nationale und konservative Kreise, sondern reichte in alle politischen Lager hinein. Auch in diesen Arbeiten spiegelte sich der Streit wider, ob es sich um einen Freiheitskrieg auch mit der Implikation der Freiheit im Inneren oder einen Befreiungskrieg gehandelt habe. War das Volk zu den Waffen geeilt, als der König rief, oder hatte sich das Volk in einem Freiheitskrieg nach innen und außen erhoben? Während konservativ ausgerichtete Autoren den konventionellen Charakter des Krieges betonten, stellten die Liberalen die Bedeutung des liberalen Bürgertums heraus. Sozialisten und später Kommunisten thematisierten die Rolle der Volksmassen.
Eine der bekanntesten literarischen Darstellungen der Befreiungskriege ist Theodor Fontanes erster Roman Vor dem Sturm, in dem er exemplarisch die preußische Gesellschaft aller Stände in den Jahren 1812/1813 schildert. In der Mitte des 19. Jahrhunderts haben Publizisten wie Ludwig Börne, Georg Büchner oder Heinrich Heine die Volkserhebung von 1813 positiv bewertet und in einen Zusammenhang mit der Französischen Revolution gestellt. Konservative Historiker wiesen diese Interpretation zurück. Leopold von Ranke etwa kritisierte die „Manie der Volksverbesserung und des Vernichtungswillen allen Bestehenden“ und sah in „der Eintracht der Alliierten“ den entscheidenden Faktor für den Sieg gegen Napoleon.
Wenn die Volksbewegung überhaupt thematisiert wurde, so spielte sie wie bei Johann Gustav Droysen nur eine untergeordnete Rolle. Dennoch ist sein zweibändiges Werk Vorlesungen über das Zeitalter der Freiheitskriege bemerkenswert, umfasst es doch den gesamten Zeitraum vom Beginn des Amerikanischen Unabhängigkeitskrieges, über die Französische Revolution bis hin zu den Jahren 1813 bis 1815. Dabei ist er von der zu seiner Zeit verbreiteten Revolutions- und Frankreichfeindschaft weit entfernt. Besonders extrem war in dieser Hinsicht Heinrich von Treitschke. Für ihn waren die Freiheitskriege die heroische Tat des preußischen Königs und seines treuen Volkes. Im Kaiserreich existierte daneben eine liberal-demokratische Richtung, deren Hauptvertreter Max Lehmann war. Die meisten Autoren gingen dabei von einem preußisch-kleindeutschen Standpunkt aus. Heinrich von Srbik hat aus großdeutscher Sicht darauf hingewiesen, dass am Beginn des Freiheitskampf der Tiroler Aufstand von 1809 gestanden habe.
In der DDR wurden die Befreiungskriege als Teil des „nationalen Erbes“ und als historische Form der deutsch-russischen Waffenbrüderschaft gedeutet. Neue Impulse in der Bundesrepublik lieferten die neuere Nationalismus-, die Militär- sowie die Geschlechterforschung. Aber auch aus anderen Bereichen wie der Literaturwissenschaft und Theologie kamen Untersuchungen zu Einzelfragen. Versuche in Handbüchern oder Aufsätzen, das Gesamtphänomen der Befreiungskriege zu thematisieren, machte seit 1968 bis in die 1980er Jahre Helmut Berding. Eine moderne auch sozial-, kultur- oder mentalitätsgeschichtliche Gesamtdarstellung der Befreiungskriege ist eine Forschungslücke.